# لغات الولايات المتحدة
| اللغات (2007)                | اللغات (2007) |
| ---------------------------- | ------------- |
| الإنجليزية (فقط)             | 225.5 مليون   |
| الإسبانية بما فيها الكريولية | 34.5 مليون    |
| الصينية                      | 2.5 مليون     |
| الفرنسية بما فيها الكريولية  | 2 مليون       |
| التغالوغية                   | 1.5 مليون     |
| الفيتنامية                   | 1.2 مليون     |
| الألمانية                    | 1.1 مليون     |
| الكورية                      | 1.1 مليون     |

اللغة الإنجليزية هي اللغة الوطنية بحكم الأمر الواقع في الولايات المتحدة. رغم عدم وجود لغة رسمية على المستوى الاتحادي فإن بعض القوانين مثل متطلبات التجنيس الأمريكية تطلب إتقان اللغة الإنجليزية. في عام 2007، تحدث حوالي 226 مليون نسمة أو 80% من السكان الذين تجاوزت أعمارهم الخمس سنوات اللغة الإنجليزية فقط في المنزل. تستخدم الإسبانية بين 12% من السكان مما يجعلها اللغة الثانية الأكثر شيوعاً وثاني أكثر اللغات تدريساً. يدعو بعض الأمريكيين لجعل اللغة الإنجليزية اللغة الرسمية في البلاد كما هو الحال في ما لا يقل عن 28 ولاية. كل من لغة هاواي والإنجليزية اللغتان الرسميتان في هاواي حسب دستور الولاية.
على الرغم من أن ولاية نيومكسيكو لا تمتلك لغة رسمية، إلا أنه توجد قوانين تنص على استخدام كل من الإنجليزية والإسبانية، كما هو الحال في لويزيانا بالنسبة للغتين الإنكليزية والفرنسية. تقوم ولايات أخرى مثل كاليفورنيا بنشر إصدارات إسبانية عن وثائق حكومية معينة بما في ذلك أشكال المحاكم. تمنح عدة من الأراضي الجزرية الاعتراف الرسمي للغاتها الأصلية إلى جانب اللغة الإنجليزية: حيث تعترف ساموا الأمريكية وغوام باللغة الساموية والشامورو بالترتيب. كما يعترف بالكارولينية والشامورو في جزر ماريانا الشمالية. بينما الإسبانية هي اللغة الرسمية في بورتوريكو.
على الرغم من أن الولايات المتحدة ليس لديها لغة رسمية، إلا أن اللغة الأكثر استخدامًا هي اللغة الإنجليزية (على وجه التحديد، الإنجليزية الأمريكية)، وهي اللغة الوطنية بحكم الواقع، واللغة الوحيدة التي يتحدث بها في المنزل ما يقرب من 78٪ من سكان الولايات المتحدة. كما يتم التحدث بالعديد من اللغات الأخرى في المنزل، وخاصة الإسبانية (13.4٪ من السكان)، وفقًا لمسح المجتمع الأمريكي (ACS) التابع لمكتب الإحصاء الأمريكي؛ وتشمل هذه اللغات واللغات الأصلية التي جلبها أشخاص من أوروبا وإفريقيا وآسيا إلى الولايات المتحدة. ومع ذلك، فإن غالبية المتحدثين بهذه اللغات هم ثنائيو اللغة ويتحدثون الإنجليزية أيضًا. على الرغم من أن 21.6٪ من سكان الولايات المتحدة أفادوا بأنهم يتحدثون لغة أخرى غير الإنجليزية في المنزل، فإن 8.4٪ فقط يتحدثون الإنجليزية أقل من «جيد جدًا». تم تطوير العديد من اللغات الأخرى، ولا سيما لغة الكريول ولغات الإشارة، في الولايات المتحدة. يتم التحدث أو التوقيع على ما يقرب من 430 لغة من قبل السكان، منها 176 لغة أصلية في المنطقة. انقرضت الآن 52 لغة كان يتم التحدث بها سابقًا في أراضي البلاد.

## اللغات الأكثر شيوعًا
استنادًا إلى البيانات السنوية من مسح المجتمع الأمريكي، ينشر مكتب تعداد الولايات المتحدة بانتظام معلومات حول اللغات الأكثر شيوعًا التي يتم التحدث بها في المنزل. كما يشير إلى قدرة التحدث باللغة الإنجليزية للأشخاص الذين يتحدثون لغة أخرى غير الإنجليزية في المنزل. في عام 2017، نشر مكتب الإحصاء الأمريكي معلومات عن عدد المتحدثين بأكثر من 350 لغة كما تم مسحه بواسطة ACS من 2009 إلى 2013،  لكنه لا يقوم بانتظام بجدولة البيانات والإبلاغ عنها للعديد من اللغات.
وفقًا لـ ACS في عام 2017، فإن اللغات الأكثر شيوعًا التي يتحدث بها الأشخاص في المنزل من قبل الأشخاص البالغين من العمر خمس سنوات أو أكثر هي كما يلي:
1. اللغة الإنجليزية فقط – 239 مليون 78.2٪
2. الأسبانية – 41 مليون 13.4٪
3. الصينية (بما في ذلك الماندرين والكانتونية والهوكين وجميع الأصناف الأخرى) – 3.5 مليون 1.1٪
4. التغالوغ (بما في ذلك الفلبينية) – 1.7 مليون 0.6٪
5. فيتنامي – 1.5 مليون 0.5٪
6. عربي – 1.2 مليون
7. فرنسي – 1.2 مليون
8. الكورية – 1.1 مليون
9. الروسية – 0.94 مليون
10. ألمانية – 0.92 مليون
11. الكريولية الهايتية – 0.87 مليون
12. هندي – 0.86 مليون
13. البرتغالية – 0.79 مليون
14. إيطالي – 0.58 مليون
15. تلميع – 0.52 مليون
16. اليديشية – 0.51 مليون
17. اليابانية – 0.46 مليون
18. الفارسية (بما في ذلك الفارسية والدارية والطاجيكية) – 0.42 مليون
19. الغوجاراتية – 0.41 مليون
20. التيلجو – 0.37 مليون
21. البنغالية – 0.32 مليون
22. تاي كاداي (بما في ذلك التايلاندية ولاو) – 0.31 مليون
23. الأردية – 0.3 مليون
24. اليونانية – 0.27 مليون
25. البنجابية – 0.29 مليون
26. التاميل – 0.27 مليون
27. أرميني – 0.24 مليون
28. الصربية الكرواتية (بما في ذلك البوسنية والكرواتية والجبل الأسود والصربية) – 0.24 مليون
29. اللغة العبرية – 0.23 مليون
30. همونغ – 0.22 مليون
31. لغات البانتو (بما في ذلك السواحيلية) – 0.22 مليون
32. الخمير – 0.20 مليون
33. نافاجو – 0.16 مليون
34. اللغات الهندية الأوروبية الأخرى – 578492
35. اللغات الأفرو آسيوية الأخرى – 521932
36. لغات النيجر والكونغو الأخرى – 515629
37. اللغات الجرمانية الغربية الأخرى – 487675
38. اللغات الأسترونيزية الأخرى – 467.718
39. اللغات الهندية الأخرى – 409631
40. لغات أخرى في آسيا – 384154
41. اللغات السلافية الأخرى – 338,644
42. لغات درافيدية أخرى – 241678
43. لغات أخرى في أمريكا الشمالية – 195550
44. لغات أخرى وغير محددة – 258257

ال ACS ليس تعدادًا كاملًا ولكنه مسح سنوي قائم على عينة يتم إجراؤه بواسطة مكتب الإحصاء الأمريكي. تستند إحصاءات اللغة إلى الردود على سؤال من ثلاثة أجزاء تم طرحه حول جميع أفراد الأسرة الأمريكية المستهدفة الذين لا يقل عمرهم عن خمس سنوات. يسأل الجزء الأول عما إذا كانوا «يتحدثون لغة أخرى غير الإنجليزية في المنزل». إذا كان الأمر كذلك، يُطلب من رب الأسرة أو المستجيب الرئيسي الإبلاغ عن اللغة التي يتحدث بها كل فرد في المنزل، ومدى جودة تحدث كل فرد باللغة الإنجليزية. لا يسأل عن مدى جودة تحدث الأفراد لأي لغة أخرى في الأسرة. وبالتالي، قد يكون لدى بعض المستجيبين قدرة تحدث محدودة لتلك اللغة فقط. بالإضافة إلى ذلك، من الصعب إجراء مقارنات تاريخية لأعداد المتحدثين لأن الأسئلة اللغوية التي استخدمها تعداد الولايات المتحدة قد تغيرت عدة مرات قبل عام 1980.
لا تقوم إدارة خدمات الأمن (ACS) بجدولة عدد الأشخاص الذين أبلغوا عن استخدام لغة الإشارة الأمريكية في المنزل، لذلك يجب أن تأتي هذه البيانات من مصادر أخرى. بينما تشير التقديرات الحديثة إلى أن لغة الإشارة الأمريكية تم التوقيع عليها من قبل ما يصل إلى 500000 أمريكي في عام 1972 (آخر مسح رسمي للغة الإشارة)، فإن التقديرات الحديثة لعام 2011 كانت أقرب إلى 100000. أدت العوامل الثقافية المختلفة، مثل تمرير قانون الأمريكيين ذوي الإعاقة، إلى فرص تعليمية أكبر بكثير للأطفال ضعاف السمع، والتي يمكن أن تضاعف أو تضاعف ثلاثة أضعاف عدد المستخدمين الحاليين للغة الإشارة الأمريكية.

نسبة الأشخاص الذين تبلغ أعمارهم 5 سنوات فأكثر الذين يتحدثون الإسبانية في المنزل: 2008.

اللغة الثانية الأكثر انتشارًا في كل ولاية أمريكية.
الاسبانية

اللغة الإنجليزية هي اللغة الأكثر شيوعًا في الولايات المتحدة مع ما يقرب من 239 مليون متحدث. يتحدث الإسبانية ما يقرب من 35 مليون شخص. الولايات المتحدة لديها خامس أكبر عدد من السكان الناطقين بالإسبانية في العالم، ولا يفوقها سوى المكسيك وكولومبيا وإسبانيا والأرجنتين. تقديرات أخرى  وضع الولايات المتحدة في أكثر من 50 مليون، في المرتبة الثانية بعد المكسيك. في جميع أنحاء جنوب غرب الولايات المتحدة وبورتوريكو، تتعايش المجتمعات الناطقة بالإسبانية الراسخة مع أعداد كبيرة من المهاجرين الناطقين بالإسبانية حديثًا. على الرغم من أن العديد من المهاجرين الجدد من أمريكا اللاتينية لا يجيدون اللغة الإنجليزية، إلا أن جميع الأمريكيين من أصل إسباني تقريباً يتحدثون الإنجليزية بطلاقة، بينما لا يزال نصفهم فقط يتحدثون الإسبانية.
وفقًا لتعداد الولايات المتحدة لعام 2000 ، كان الأشخاص من أصل ألماني يشكلون أكبر مجموعة عرقية واحدة في الولايات المتحدة، لكن اللغة الألمانية احتلت المرتبة الخامسة. لا يزال يتم التحدث بالإيطالية والبولندية والفرنسية على نطاق واسع بين السكان المنحدرين من المهاجرين من تلك البلدان في أوائل القرن العشرين، لكن استخدام هذه اللغات يتضاءل مع موت الأجيال الأكبر سناً. يتحدث السكان المهاجرون اللغة الروسية أيضًا.
يوجد في التاغالوغ والفيتنامية أكثر من مليون ناطق في الولايات المتحدة، معظمهم من المهاجرين الجدد. كلتا اللغتين، جنبًا إلى جنب مع أنواع مختلفة من الصينية (معظمها كانتونية وتيشانية وماندرين قياسية) واليابانية والكورية، تُستخدم الآن في الانتخابات في ألاسكا وكاليفورنيا وهاواي وإلينوي ونيويورك وتكساس وواشنطن.
يتم التحدث باللغات الأمريكية الأصلية في جيوب أصغر من البلاد، لكن هؤلاء السكان يتناقصون، ولا تُستخدم اللغات على نطاق واسع خارج المحميات. إلى جانب اللغة الإنجليزية والإسبانية والفرنسية والألمانية ولغات النافاجو ولغات الأمريكيين الأصليين الأخرى، عادةً ما يتم تعلم جميع اللغات الأخرى من أسلاف المهاجرين الذين جاءوا بعد وقت الاستقلال أو تعلموا من خلال شكل من أشكال التعليم.
لغة الإشارة الأمريكية هو الأكثر شيوعا لغة الإشارة في الولايات المتحدة على الرغم من أن هناك لغة الإشارة لا علاقة لها التي تم تطويرها في الولايات والأقاليم، ومعظمها في المحيط الهادئ. لا توجد أرقام محددة للموقعين ولكن ما يزيد عن 250000 أمر شائع.

## اللغات الرسمية

خريطة حالة اللغة الرسمية للولايات المتحدة حسب الولاية. الأزرق: اللغة الإنجليزية هي اللغة الرسمية ؛ الأزرق الفاتح: لغات رسمية متعددة ، بما في ذلك الإنجليزية (ألاسكا وهاواي وداكوتا الجنوبية) ، أو بحكم الواقع مع وضع خاص (لويزيانا ونيو مكسيكو) ؛ الرمادي: لم يتم تحديد لغة رسمية.

لم يكن لدى الولايات المتحدة مطلقًا لغة رسمية على المستوى الفيدرالي،  ولكن يتم استخدام اللغة الإنجليزية عادةً على المستوى الفيدرالي وفي الولايات التي لا توجد بها لغة رسمية. خارج بورتوريكو، اللغة الإنجليزية هي اللغة الأساسية المستخدمة للتشريعات واللوائح والأوامر التنفيذية والمعاهدات وأحكام المحاكم الفيدرالية وجميع التصريحات الرسمية الأخرى. ومع ذلك، تتطلب القوانين طباعة وثائق مثل بطاقات الاقتراع بلغات متعددة عندما يكون هناك عدد كبير من غير الناطقين باللغة الإنجليزية في منطقة ما.
اعتمدت اثنتان وثلاثون دولة، في بعض الحالات كجزء مما يسمى بحركة اللغة الإنجليزية فقط، تشريعات تمنح الصفة الرسمية للغة الإنجليزية. عادةً ما يتم تحديد «الإنجليزية» فقط، وليس مجموعة متنوعة معينة مثل الإنجليزية الأمريكية. (من عام 1923 إلى عام 1969، اعترفت ولاية إلينوي بأن لغتها الرسمية هي «الأمريكية».)  لغة هاواي، بالرغم من قلة متحدثيها الأصليين، هي لغة رسمية إلى جانب اللغة الإنجليزية في ولاية هاواي. جعلت ألاسكا حوالي 20 لغة أصلية رسمية، إلى جانب الإنجليزية؛  على سبيل المثال، يوفر ألاسكا معلومات التصويت في اللغة الإنجليزية، الاينبياك، لغة جويتشين، سيبيريا يوبيك، لغة كويكون، والتغالوغ. في 1 يوليو 2019، دخل قانون حيز التنفيذ لاكوتا وداكوتا وناكوتا اللغات الأصلية الرسمية لولاية ساوث داكوتا. الفرنسية هي لغة فعلية ، ولكنها غير رسمية، في مين ولويزيانا، بينما يمنح قانون نيو مكسيكو الإسبانية مكانة خاصة. تقدم حكومة لويزيانا الخدمات ومعظم الوثائق باللغتين الإنجليزية والفرنسية، ونيو مكسيكو تفعل ذلك باللغتين الإنجليزية والإسبانية.
اللغة الإنجليزية هي واحدة على الأقل من اللغات الرسمية في جميع الأقاليم الأمريكية الخمس المأهولة بشكل دائم. في بورتوريكو، تعتبر اللغتان الإنجليزية والإسبانية رسمية، على الرغم من إعلان الإسبانية اللغة الرسمية الرئيسية. يعمل النظام المدرسي والحكومة بشكل شبه كامل باللغة الإسبانية، لكن القانون الفيدرالي يتطلب من محكمة مقاطعة بورتوريكو للولايات المتحدة استخدام اللغة الإنجليزية،  مثل باقي نظام المحاكم الفيدرالية. تعترف غوام باللغة الإنجليزية والشامورو. اللغة الإنجليزية هي اللغة الرسمية الوحيدة في جزر فيرجن الأمريكية. في ساموا الأمريكية، يتم الاعتراف رسميًا بكل من اللغة الإنجليزية والساموية ؛ اللغة الإنجليزية شائعة ولكن تظهر لغة ساموا أيضًا في بعض الاتصالات الرسمية. في جزر ماريانا الشمالية، اللغة الإنجليزية، تشامورو، وكارولينايان رسمية. 
في نيو مكسيكو، على الرغم من أن دستور الولاية لا يحدد لغة رسمية، يتم نشر القوانين باللغتين الإنجليزية والإسبانية، والمواد والخدمات الحكومية مطلوبة قانونًا (بموجب القانون) لتكون متاحة للمتحدثين بكلتا اللغتين بالإضافة إلى لغة نافاجو ومختلف لغات بويبلو. يوجد في نيو مكسيكو أيضًا لهجتها الخاصة من الإسبانية، والتي تختلف عن الإسبانية المحكية في بقية أمريكا اللاتينية.
ألغونكيان، شيروكي، وسيوكس هي من بين العديد من اللغات الأمريكية الأصلية الأخرى الرسمية أو الرسمية المشتركة في العديد من المحميات الهندية الأمريكية وبويبلوس. في أوكلاهوما قبل قيام الدولة في عام 1907، ناقش مسؤولو الإقليم ما إذا كان يجب أن تكون لغات الشيروكي والشوكتو والموسكوغية رسمية مشتركة أم لا، لكن الفكرة لم تكتسب أرضًا. الشيروكي معترف بها رسميًا من قبيلة شيروكي داخل منطقة الاختصاص القبلي الشيروكي في شرق أوكلاهوما.
بعد أن تم نقل نيو أمستردام (مستعمرة هولندية سابقًا) إلى الإدارة الإنجليزية (التي أصبحت مقاطعة نيويورك) في أواخر القرن السابع عشر، حلت اللغة الإنجليزية محل اللغة الهولندية كلغة رسمية. ومع ذلك، «ظلت اللغة الهولندية هي اللغة الأساسية للعديد من الوظائف المدنية والكنسية ومعظم الشؤون الخاصة للقرن التالي.»  لقد انقرضت الآن لهجة جيرسي الهولندية.
وافقت ولاية كاليفورنيا على السماح بنشر وثائق الدولة بلغات أخرى لتمثيل الأقليات ومجتمعات المهاجرين. لغات مثل الإسبانية والصينية والكورية والتاغالوغية والفارسية والروسية والفيتنامية والتايلاندية تظهر في الوثائق الرسمية للدولة، وتنشر إدارة السيارات بتسع لغات.
تنطبق قضية التعددية اللغوية أيضًا في ولايتي أريزونا وتكساس. في حين أن دستور تكساس لا يحتوي على سياسة لغة رسمية، أقرت ولاية أريزونا اقتراحًا في عام 2006 يعلن اللغة الإنجليزية كلغة رسمية. ومع ذلك، فإن قانون ولاية أريزونا يتطلب توزيع بطاقات الاقتراع باللغة الإسبانية، وكذلك لغات السكان الأصليين مثل نافاجو، أودهام وهوبي، في المقاطعات التي يتم التحدث بها.
تزعم أسطورة حضرية شهيرة تدعى أسطورة موهلينبيرج أن اللغة الألمانية كانت تقريبًا لغة رسمية للولايات المتحدة ولكنها خسرت بصوت واحد. في الواقع، كان هذا طلبًا من مجموعة من المهاجرين الألمان للحصول على ترجمة رسمية للقوانين إلى الألمانية. ومنذ ذلك الحين، أصبح رئيس مجلس النواب فريدريك موهلينبيرج مرتبطًا بالأسطورة. 

### تعليم
يعد التعليم ثنائي اللغة في الولايات المتحدة، والذي غالبًا ما يكون مفهومًا مختلفًا عن الانغماس في اللغة أو البرامج المدرسية ثنائية اللغة، أحد مجالات الجدل السياسي. في الفصول ثنائية اللغة القياسية، يتم استخدام لغة المهاجرين (عادةً الإسبانية أو الصينية) على مدار فترة زمنية تفتقر فيها إلى إجادة الطلاب للغة الإنجليزية. بخلاف ذلك، فإن وسيلة التدريس في جميع المدارس الأمريكية تقريبًا، على جميع المستويات، هي اللغة الإنجليزية. الاستثناءات موجودة في فصول اللغة مثل الفرنسية أو الألمانية، أو في التعليم العام في إقليم بورتوريكو، حيث اللغة الإسبانية هي المعيار. اللغة الإنجليزية هي لغة التدريس في أراضي ساموا الأمريكية، على الرغم من أن معظم الطلاب يتحدثون ساموا كلغتهم الأم.
هناك أيضًا المئات من مدارس الانغماس في اللغة والمدارس ثنائية اللغة في جميع أنحاء الولايات المتحدة والتي تدرس بمجموعة متنوعة من اللغات، بما في ذلك الإسبانية وهاواي وتشومورو والفرنسية والصينية الماندرين (على سبيل المثال، مدرسة الماندرين الغمر المغناطيسية في تكساس). ومع ذلك، فإن اللغة الإنجليزية هي فصل إلزامي في جميع هذه المدارس.

## لغات السكان الأصليين

### اللغات الأمريكية الأصلية
تسبق اللغات الأمريكية الأصلية الاستيطان الأوروبي في العالم الجديد. في أجزاء قليلة من الولايات المتحدة (معظمها في المحميات الهندية)، يستمر التحدث بطلاقة. معظم هذه اللغات مهددة بالانقراض، على الرغم من الجهود المبذولة لإحيائها. عادة، كلما قل عدد المتحدثين بلغة ما زادت درجة تعرضهم للخطر، ولكن هناك العديد من مجتمعات أمريكا الأصلية الصغيرة في الجنوب الغربي (أريزونا ونيو مكسيكو) والتي تستمر في الازدهار على الرغم من صغر حجمها. في عام 1929، تحدث اللغوي إدوارد سابير عن اللغات الأمريكية الأصلية، ولاحظ:
قلة من الناس يدركون أنه داخل حدود الولايات المتحدة، يوجد اليوم تنوع أكبر بكثير من اللغات ... مما هو عليه في أوروبا بأكملها. قد نذهب أبعد من ذلك. قد نقول، بالمعنى الحرفي والآمن، أنه في ولاية كاليفورنيا وحدها، هناك تباينات لغوية أكبر وأكثر عددًا مما يمكن توضيحه في جميع أنحاء أوروبا وعرضها.

#### نافاجو
وفقًا لتعداد عام 2000 ومسوحات لغة أخرى، فإن أكبر مجتمع يتحدث اللغة الأمريكية الأصلية هو النافاجو. نافاجو هي لغة أثاباسكان لعائلة نا دينيه، ويتحدث بها 178000 شخص، بشكل أساسي في ولايات أريزونا ونيو مكسيكو ويوتا. إجمالاً، يشكل المتحدثون بلغة نافاجو أكثر من 50٪ من جميع المتحدثين باللغة الأمريكية الأصلية في الولايات المتحدة. ترتبط لغة الأباتشي الغربية، التي يبلغ عدد المتحدثين بها 12500، ومعظمها أيضًا في ولاية أريزونا، ارتباطًا وثيقًا بالنافاهو ولكنها غير مفهومة بشكل متبادل معها. تعتبر لغات نافاجو ولغات الأثاباسكان الأخرى في الجنوب الغربي قيمًا شاذة نسبيًا. يتم التحدث بمعظم لغات الأثاباسكان الأخرى في شمال غرب المحيط الهادئ وألاسكا. كافح نافاجو للحفاظ على قاعدة متحدثين صحية، على الرغم من أنه تم تخفيف هذه المشكلة إلى حد ما من خلال برامج التعليم المكثفة في محمية نافاجو، بما في ذلك مدرسة نافاجو للانغماس في اللغة في فورت ديفيانس ، أريزونا.

#### شيروكي
الشيروكي هي لغة الإيروكوا التي يتحدث بها شعب الشيروكي، واللغة الرسمية لأمة الشيروكي. أعداد كبيرة من المتحدثين شيروكي من جميع الأعمار  لا يزال ملء الحدود بكالا باونداري في شيروكي، ولاية كارولينا الشمالية والعديد من المقاطعات داخل شيروكي الأمة من أوكلاهوما، إلى حد كبير شيروكي، سيكوياه، مايز، أدير، وديلاوير. تجدد أعداد متزايدة من شباب الشيروكي الاهتمام بتقاليد وتاريخ ولغة أسلافهم. تقف المجتمعات الناطقة باللغة الشيروكي في طليعة الحفاظ على اللغة، وفي المدارس المحلية، يتم تدريس جميع الدروس بلغة الشيروكي، وبالتالي فهي بمثابة وسيلة للتعليم من مرحلة ما قبل المدرسة فصاعدًا. أيضًا، تُقام خدمات الكنيسة ورقصات «الدوس» الاحتفالية التقليدية باللغة في أوكلاهوما وفي منطقة كالا باونداري في ولاية كارولينا الشمالية.

توزيع لغة الشيروكي في الولايات المتحدة

الشيروكي هي واحدة من اللغات الأمريكية الأصلية القليلة، أو ربما الوحيدة، مع عدد متزايد من المتحدثين،  وإلى جانب النافاجو هي اللغة الأمريكية الأصلية الوحيدة مع أكثر من 50000 متحدث،  وهو رقم تحقق على الأرجح من خلال خطة المحافظة على اللغة لمدة 10 سنوات للقبيلة والتي تتضمن تنمية متحدثين جدد من خلال مدارس الانغماس للأطفال،  تطوير كلمات جديدة للعبارات الحديثة، وتعليم اللغة لغير الشيروكي في المدارس والجامعات،  تعزيز اللغة بين البالغين حتى يتمكن أطفالهم من استخدام تلك اللغة في المنزل، وتطوير تطبيقات آيفون وآي باد لتعليم اللغة، وتطوير محطات إذاعية بلغة شيركي بما في ذلك شيروكي فويسز وشيروكي ساوندز،  وتعزيز نظام الكتابة من خلال اللافتات العامة والمنتجات مثل آيفون من أبل، استخدام الإنترنت من خلال جوجل بما في ذلك جي ميل وغيرها، لذا تظل اللغة مناسبة في القرن الحادي والعشرين.

#### اللغات الأمريكية الأصلية الأخرى
داكوتا هي لغة سيوان مع 18000 متحدث في الولايات المتحدة وحدها (22000 بما في ذلك المتحدثون في كندا)، وليس عد 6000 متحدث من لاكوتا وثيقة الصلة. يعيش معظم المتحدثين في ولايتي نورث داكوتا وساوث داكوتا. تشمل لغات سيوان الأخرى لغة وينيباكو وثيقة الصلة، وكروو الأبعد، من بين لغات أخرى.
لغو يوبيك الوسطى في ألاسكا هي لغة إسكيمو أليوت ويتحدث بها 16000 شخص، يعيش معظمهم في ألاسكا. يتم تطبيق مصطلح "Yupik" على أقاربها، والتي ليست بالضرورة مفهومة بشكل متبادل مع وسط ألاسكا، بما في ذلك نوكان ووسط سيبيريا، من بين آخرين.
لغة أودهام، التي يتحدث بها شعب بيما وتوهونو أودهام، هي لغة يوتو أزتيكية مع أكثر من 12000 متحدث، يعيش معظمهم في وسط وجنوب ولاية أريزونا وشمال سونورا. تشمل لغات أوتو أزتيكا الأخرى لغات هوبي وشوشوني وإيتوه.
تشوكتاو بها 11000 مكبر صوت. الشوكتو جزء من عائلة موسكوجيان، مثل سيمينول وألاباما.
تضم عائلة لغة ألجونكويان لغات مثل شيبيوا / لغة الأوجيبوية واللغة الشايانية ولغة كري.
كيريس 11000 متحدث في نيو مكسيكو وهي لغة معزولة. شعب كيريس بويبلو هم أكبر شعوب بويبلو. يعتبر أكوما بويبلو أقدم مجتمع مأهول باستمرار في الولايات المتحدة. زوني، وهي عزلة أخرى، لديها حوالي 10000 متحدث، معظمهم يقيمون داخل بلدة زوني، بنيو مكسيكو.
بسبب الهجرة من المكسيك، هناك مكسيكيون يتحدثون اللغات الأمريكية الأصلية في الولايات المتحدة. وهناك الآلاف من الناهيوتل، الميكستيك، زابوتك وتريكي المتحدثين في المجتمعات أقاموا أساسا في ولايات الجنوب.
على الرغم من أن لغات الأمريكتين لها تاريخ يمتد إلى ما يقرب من 17000 إلى 12000 عام، إلا أن المعرفة الحالية بها محدودة. لا شك أن هناك عددًا من اللغات غير الموثقة التي تم التحدث بها في السابق في الولايات المتحدة والتي كانت مفقودة من السجل التاريخي.

#### قائمة اللغات الأمريكية الأصلية
يوجد أدناه تقدير للغات الأمريكية الأصلية «المنطوقة في المنزل» في الولايات المتحدة (مسح المجتمع الأمريكي 2006-2008). هذه ليست قائمة شاملة للغات الأمريكية الأصلية في الولايات المتحدة. نظرًا لأن التمييز بين اللهجة واللغة ليس واضحًا دائمًا، يمكن تصنيف العديد من اللهجات ذات الوضوح المتبادل المتفاوت على أنها لغة واحدة ، بينما يمكن تصنيف مجموعة من اللهجات المتطابقة بشكل فعال بشكل منفصل لأسباب تاريخية أو ثقافية. يمكن تصنيف اللغات المدرجة هنا على أنها «منقرضة» (ليس بها متحدثون أصليون أحياء)، ولكن العديد من اللغات الأمريكية الأصلية المنقرضة أو المحتضرة هي موضوع جهود تنشيط اللغة المستمرة ؛ قد لا يتم سرد اللغات الأخرى المنقرضة التي تخضع للتنشيط هنا.
يوجد أدناه تقدير للغات الأمريكية الأصلية «المنطوقة في المنزل» في الولايات المتحدة (مسح المجتمع الأمريكي 2006-2008). هذه ليست قائمة شاملة للغات الأمريكية الأصلية في الولايات المتحدة. نظرًا لأن التمييز بين اللهجة واللغة ليس واضحًا دائمًا ، يمكن تصنيف العديد من اللهجات ذات الوضوح المتبادل المتفاوت على أنها لغة واحدة ، بينما يمكن تصنيف مجموعة من اللهجات المتطابقة بشكل فعال بشكل منفصل لأسباب تاريخية أو ثقافية. يمكن تصنيف اللغات المدرجة هنا على أنها «منقرضة» (ليس بها متحدثون أصليون أحياء)، ولكن العديد من اللغات الأمريكية الأصلية المنقرضة أو المحتضرة هي موضوع جهود تنشيط اللغة المستمرة ؛ قد لا يتم سرد اللغات الأخرى المنقرضة التي تخضع للتنشيط هنا.
| Language                    | الاسم المحلي بالروسية | نسبة المتحدثين % | يتحدثون بالإنجليزية "بطلاقة" |
| --------------------------- | --------------------- | ---------------- | ---------------------------- |
| Total                       | —                     | 444,124 (100)    | 19.22%                       |
| Total (excl. Navajo)        | —                     | 203,127 (54.32)  | 15.82%                       |
| نافاجو                      | Diné bizaad           | 170,822 (45.68)  | 23.25%                       |
| داكوتا                      | Dakȟótiyapi           | 18,804 (5.03)    | 9.86%                        |
| يوبيك                       | —                     | 18,626 (4.98)    | 37.02%                       |
| أودهام                      | —                     | 15,123 (3.59)    | 8.03%                        |
| اباتشي                      | Ndee biyati'          | 14,012 (3.75)    | 3.53%                        |
| كيريس                       | —                     | 13,073 (3.50)    | 6.20%                        |
| شيروكي                      | Tsalagi (ᏣᎳᎩ)         | 12,320 (3.29)    | 16.33%                       |
| الشوكتو                     | Chahta'               | 10,368 (2.77)    | 23.44%                       |
| زوني                        | Shiwi'ma              | 9432 (2.52)      | 14.22%                       |
| أمريكي هندي (أخرى)          | —                     | 8888 (2.38)      | 16.73%                       |
| O'odham (Pima)              | Oʼodham ñiʼokĭ        | 8190 (2.19)      | 14.70%                       |
| Ojibwe (Chippewa)           | Anishinaabemowin      | 6986 (1.87)      | 11.28%                       |
| هوبي                        | Hopilàvayi            | 6776 (1.81)      | 18.80%                       |
| Inupiat (Inupik)            | Iñupiatun             | 5580 (1.49)      | 26.04%                       |
| تيوا                        | —                     | 5123 (1.37)      | 13.80%                       |
| Muskogee (Creek)            | Mvskoke               | 5072 (1.36)      | 19.62%                       |
| كرو                         | Apsáalooke            | 3962 (1.06)      | 6.59%                        |
| شوشوني                      | Sosoni' da̲i̲gwape      | 2512 (0.67)      | 7.25%                        |
| شايان                       | Tsėhésenėstsestȯtse   | 2399 (0.64)      | 3.21%                        |
| Tiwa                        | —                     | 2269 (0.61)      | 3.22%                        |
| Towa (Jemez)                | —                     | 2192 (0.59)      | 27.65%                       |
| Inuit (Eskimo)              | —                     | 2168 (0.58)      | 25.46%                       |
| Blackfoot                   | Siksiká (ᓱᖽᐧᖿ)        | 1970 (0.53)      | 11.02%                       |
| Sahaptin                    | Ichishkíin sɨ́nwit     | 1654 (0.44)      | 6.17%                        |
| Paiute                      | —                     | 1638 (0.44)      | 11.78%                       |
| Athapascan                  | —                     | 1627 (0.44)      | 19.55%                       |
| Ute                         | Núu-'apaghapi         | 1625 (0.43)      | 5.23%                        |
| Southern Tiwa               | —                     | 1600 (0.42)      |                              |
| Mohawk                      | Kanien’kéha'          | 1423 (0.38)      | 11.67%                       |
| Seneca                      | Onödowága             | 1353 (0.36)      | 11.23%                       |
| Winnebago                   | Hocąk                 | 1340 (0.36)      | 6.27%                        |
| Kiowa                       | Cáuijògà              | 1274 (0.34)      | 9.58%                        |
| Aleut                       | Unangam tunuu         | 1236 (0.33)      | 19.01%                       |
| Salish                      | —                     | 1233 (0.33)      | 22.87%                       |
| Gwich’in (Kuchin)           | Gwich’in              | 1217 (0.33)      | 25.82%                       |
| Kickapoo                    | Kiwikapawa            | 1141 (0.31)      | 41.72%                       |
| Arapaho                     | Hinónoʼeitíít         | 1087 (0.29)      | 1.20%                        |
| Tlingit                     | Lingít                | 1026 (0.27)      | 8.19%                        |
| Siberian Yupik (SLI Yupik)  | Sivuqaghmiistun       | 993 (0.27)       | 39.48%                       |
| Passamaquoddy               | Peskotomuhkat         | 982 (0.26)       | 6.11%                        |
| Comanche                    | Nʉmʉ tekwapʉ          | 963 (0.26)       | 10.59%                       |
| Cree                        | Nēhiyawēwin           | 951 (0.25)       | 8.73%                        |
| Menominee                   | Omāēqnomenew          | 946 (0.25)       | 39.64%                       |
| Nez Perce                   | Niimiipuutímt         | 942 (0.25)       | 12.10%                       |
| Potawatomi                  | Bodéwadmi             | 824 (0.22)       | 9.95%                        |
| Hidatsa                     | Hidatsa               | 806 (0.22)       | 4.47%                        |
| Kickapoo                    | —                     | 800 (0.22)       |                              |
| Mesquakie (Fox)             | Meshkwahkihaki        | 727 (0.19)       | 22.15%                       |
| Karok                       | Káruk                 | 700 (0.19)       | 5.43%                        |
| Pomo                        | —                     | 648 (0.17)       | 14.81%                       |
| Oneida                      | Oneyota'aaka          | 527 (0.14)       | 58.63%                       |
| Yurok                       | Puliklah              | 491 (0.13)       | 1.63%                        |
| Cocopah                     | Kwikapa               | 483 (0.13)       | 22.77%                       |
| Hualapai                    | Hwalbáy               | 458 (0.12)       | 4.80%                        |
| Omaha                       | Umoⁿhoⁿ               | 457 (0.12)       | 1.97%                        |
| Chiricahua                  | Ndee bizaa            | 457 (0.12)       | —                            |
| Jicarilla                   | Abáachi mizaa         | 455 (0.12)       | 14.51%                       |
| Yaqui                       | Yoem noki             | 425 (0.11)       | 10.12%                       |
| Yokuts                      | —                     | 407 (0.11)       | 27.27%                       |
| Koasati                     | Coushatta             | 370 (0.10)       | —                            |
| Mono                        | Mono                  | 349 (0.09)       | —                            |
| Mohave                      | Hamakhav              | 330 (0.09)       | 6.36%                        |
| Luiseño                     | Cham'teela            | 327 (0.09)       | 4.28%                        |
| Shawnee                     | Sawanwa               | 321 (0.09)       | 6.23%                        |
| Maidu (NE Maidu)            | Májdy                 | 319 (0.09)       | 6.90%                        |
| Ottawa                      | Nishnaabemwin         | 312 (0.08)       | 10.90%                       |
| Algonquin                   | Anicinâbemowin        | 288 (0.08)       | 19.79%                       |
| Okanogan                    | Nsəlxcin              | 284 (0.08)       | 10.92%                       |
| Osage                       | Wazhazhe ie           | 260 (0.07)       | 20.38%                       |
| Wichita                     | Kirikirʔi:s           | 242 (0.06)       | 16.12%                       |
| Onondaga                    | Onǫda’gegá            | 239 (0.06)       | 2.93%                        |
| Mi'kmaq (Micmac)            | Míkmawísimk           | 230 (0.06)       | 10.87%                       |
| Digueño (Ipai-Kumiai-Tipai) | —                     | 228 (0.06)       | 60.96%                       |
| Washo                       | Wá:šiw ʔítlu          | 227 (0.06)       | 9.69%                        |
| Miwok                       | Miwok                 | 216 (0.06)       | —                            |
| Lushootseed (Puget Salish)  | Xʷəlšucid             | 207 (0.06)       | 47.83%                       |
| Kutenai                     | Ktunaxa               | 200 (0.05)       | 32.50%                       |
| Miccosukee                  | Mikisúkî              | 188 (0.05)       | 22.87%                       |
| Tuscarora                   | Ska:rù:rę'            | 179 (0.05)       | 10.06%                       |
| Makah                       | Qʷi·qʷi·diččaq        | 176 (0.05)       | 30.11%                       |
| Coeur d'Alene               | Snchitsuʼumshtsn      | 174 (0.05)       | —                            |
| Hupa                        | Na:tinixwe            | 174 (0.05)       | —                            |
| Quechan (Yuma)              | Kwtsaan               | 172 (0.05)       | 31.98%                       |
| Miami                       | Myaamia               | 168 (0.04)       | 50.60%                       |
| Alabama                     | Albaamo innaaɬiilka   | 165 (0.04)       | 20.00%                       |
| Delaware                    | Lënape / Lunaapeew    | 146 (0.04)       | 25.34%                       |
| Clallam                     | Nəxʷsƛ̕ay̕əmúcən        | 146 (0.04)       | 1.37%                        |
| Penobscot (E Abenaki)       | Panawahpskek          | 144 (0.04)       | 5.56%                        |
| Yavapai                     | —                     | 139 (0.04)       | —                            |
| Cahuilla                    | Ivia                  | 139 (0.04)       | —                            |
| Ponca                       | Paⁿka                 | 131 (0.04)       | 6.87%                        |
| Quinault                    | Kʷínaył               | 128 (0.03)       | —                            |
| Deg Xinag (Ingalit)         | Degexit’an            | 127 (0.03)       | —                            |
| Pawnee                      | Paári                 | 122 (0.03)       | 16.39%                       |
| Haida                       | X̱aat Kíl              | 118 (0.03)       | 19.49%                       |
| Cowlitz                     | Stl'pulimuhkl         | 110 (0.03)       | 82.73%                       |
| Mandan                      | Nų́ʔetaːre             | 104 (0.03)       | 38.46%                       |
| Arikara                     | Sáhniš                | 103 (0.03)       | —                            |
| Klamath                     | Maqlaqs               | 95 (0.03)        | 27.37%                       |
| Havasupai                   | Havasu’baaja          | 90 (0.02)        | 52.22%                       |
| Chitimacha                  | Sitimaxa              | 89 (0.02)        | 21.35%                       |
| Abenaki (W Abenaki)         | Wôbanakiôdwawôgan     | 86 (0.02)        | —                            |
| Kwak'wala (Kwakiutl)        | Kwak'wala             | 85 (0.02)        | 24.71%                       |
| Tututni (Rogue River)       | Dotodəni              | 84 (0.02)        | —                            |
| Iroquois                    | —                     | 76 (0.02)        | —                            |
| Tsimshian                   | Sm'algyax             | 68 (0.02)        | —                            |
| Achumawi                    | —                     | 68 (0.02)        | —                            |
| Chiwere                     | Jíwere                | 60 (0.02)        | —                            |
| Koasati                     | Kowassá:ti            | 59 (0.02)        | 6.78%                        |
| Koyukon                     | Denaakkʼe             | 58 (0.02)        | 12.07%                       |
| Upper Chinook               | Kiksht                | 58 (0.02)        | 10.34%                       |
| Caddo                       | Hasí:nay              | 51 (0.01)        | 23.53%                       |
| Kalapuya (Santiam)          | —                     | 50 (0.01)        | —                            |
| Gros Ventre (Atsina)        | Ahahnelin             | 45 (0.01)        | —                            |
| Tachi                       | —                     | 45 (0.01)        | 57.78%                       |
| Maricopa                    | Piipaash chuukwer     | 44 (0.01)        | 22.73%                       |
| Chumash                     | S.hamala              | 39 (0.01)        | 100.00%                      |
| Nomlaki                     | Nomlāqa               | 38 (0.01)        | —                            |
| Konkow (NW Maidu)           | Koyoom k'awi          | 32               | 100.00%                      |
| Tunica                      | Yuron                 | 32               | —                            |
| Tonkawa                     | Tickanwa•tic          | 29               | —                            |
| Caddo                       | —                     | 25               | —                            |
| Wintu                       | Wintʰu:h              | 24               | —                            |
| سبوكان                      | Npoqínišcn            | 20               | 40.00%                       |
| احتنا                       | Atnakenaege’          | 18               | —                            |
| Columbia (Sinkiuse)         | Nxaảmxcín             | 17               | —                            |
| أتسوجوي                     | Atsugé                | 15               | —                            |
| تشيمويفي                    | Nüwüvi                | 15               | —                            |
| أبيناكي                     | —                     | 14               | —                            |
| شمال بايوت                  | Numu                  | 12               | —                            |
| Dena'ina (Tanaina)          | Dena’ina qenaga       | 11               | —                            |
| كوبينو                      | Kupangaxwicham        | 11               | —                            |
| Nuu-chah-nulth (Nootka)     | Nuučaan̓uł             | 10               | —                            |
| باوني                       | Chatiks si chatiks    | 10               |                              |
| أريكارا                     | Sanish                | 10               |                              |
| Alutiiq (Gulf Yupik)        | Sugpiaq               | 8                | —                            |
| كانسا                       | Káⁿza                 | 7                | —                            |
| سيوسلاف                     | Šáayušła              | 6                | —                            |
| كايوجا                      | Gayogo̱hó:nǫ’          | 6                | —                            |
| سيرانو                      | Taaqtam               | 5                | —                            |
| تيوباشتلبل                  | —                     | 5                | —                            |
| يوشي                        | Tsoyaha               | 4                | —                            |
| شاستا                       | —                     | 2                | 100.00%                      |
| وكشمني                      | —                     | 1                | 0.00%                        |
| كوابا                       | —                     | 1                | —                            |

#### لغات الإشارة الأمريكية الأصلية
لافتة باللغة التجارة لغة مبسطة، والمعروفة باسم السهول الهندية لغة الإشارة نشأت، السهول قياسي أو السهول تسجيل الحديث، بين الهنود من السهول. كان لدى كل دولة موقعة نسخة موقعة منفصلة من لغتها الشفهية ، والتي تم استخدامها في جلسة الاستماع ، ولم تكن مفهومة بشكل متبادل. تم استخدام معيار السهول للتواصل بين هذه الدول. يبدو أنها بدأت في تكساس ثم انتشرت شمالًا عبر السهول الكبرى حتى كولومبيا البريطانية. لا يزال هناك عدد قليل من المستخدمين اليوم ، لا سيما بين شعب كرو وشايان (قبيلة) وأراباهو. على عكس لغات الإشارة الأخرى التي تم تطويرها من خلال سماع الأشخاص ، فإنها تشترك في القواعد المكانية للغات الإشارة للصم. من خلال الانتقال بين الأجيال ، أصبحت لغة السهول لغة عمل لا تزال مستخدمة حتى اليوم في بعض الشعوب الأولى للصم أو مجتمعات الأمريكيين الأصليين.
نظرًا لأن لغة السهول كان واسع الانتشار وكان طيفًا من اللهجات واللهجات ، فمن المحتمل أنه استضاف عدة لغات تحت مظلته. إحداها هي لغة إشارة نافاجو التي تستخدمها عشيرة نافاجو الوحيدة.
بالإضافة إلى ذلك ، توجد لغة إشارة الهضبة جنبًا إلى جنب مع لغة السهول إما كمبادل تجاري أو لغة أخرى حول هضبة كولومبيا والمناطق المحيطة بها.

### اللغات الأسترونيزية

#### هاواي
هاواي هي لغة رسمية لدولة هاواي كما هو منصوص عليه في دستور هاواي. هاواي لديها 1000 متحدث أصلي. كانت لغة هاواي تعتبر سابقًا مهددة بالانقراض ، وهي تظهر علامات على نهضة اللغة. يعتمد الاتجاه الأخير على برامج الانغماس في لغة هاواي الجديدة لوزارة التعليم بولاية هاواي وجامعة هاواي، بالإضافة إلى الجهود التي تبذلها الهيئة التشريعية لولاية هاواي وحكومات المقاطعات للحفاظ على أسماء الأماكن في هاواي. في عام 1993، تمكن حوالي 8000 شخص من التحدث بها وفهمها ؛ تقديرات اليوم تصل إلى 27000. ترتبط لغة هاواي باللغة الماورية التي يتحدث بها حوالي 150.000 من النيوزيلنديين وجزر كوك بالإضافة إلى اللغة التاهيتية التي يتحدث بها 120.000 شخص آخر من تاهيتي.

#### ساموا
ساموا هي لغة إقليمية رسمية لساموا الأمريكية. يشكل السامويون 90٪ من السكان ، ومعظم الناس يتحدثون لغتين.

#### تشامورو
تشامورو مسؤول مشارك في جزر ماريانا، سواء في أراضي غوام أو في كومنولث جزر ماريانا الشمالية. في غوام ، يشكل شعب شامورو الأصلي حوالي 60٪ من السكان.

#### كارولين
كارولينيان هي أيضًا مسؤولة مشاركة في جزر ماريانا الشمالية ، حيث يتحدث 14٪ فقط من الناس اللغة الإنجليزية في المنزل.

## اللغات الأفريقية والآسيوية والأوروبية
| اللغات الرئيسية في الولايات المتحدة | اللغات الرئيسية في الولايات المتحدة | اللغات الرئيسية في الولايات المتحدة | اللغات الرئيسية في الولايات المتحدة | اللغات الرئيسية في الولايات المتحدة |
| ----------------------------------- | ----------------------------------- | ----------------------------------- | ----------------------------------- | ----------------------------------- |
| اللغة                               | اللغة                               |                                     | النسبة المئوية                      | النسبة المئوية                      |
| الإنجليزية                          | الإنجليزية                          |                                     | 78.1%                               | 78.1%                               |
| الأسبانية                           | الأسبانية                           |                                     | 13.5%                               | 13.5%                               |
| الهندو أوروبية                      | الهندو أوروبية                      |                                     | 3.7%                                | 3.7%                                |
| آسيا وجزر المحيط الهادي             | آسيا وجزر المحيط الهادي             |                                     | 3.6%                                | 3.6%                                |
| آخرى                                | آخرى                                |                                     | 1.2%                                | 1.2%                                |

كانت بعض اللغات الأوروبية الأولى التي تم التحدث بها في الولايات المتحدة هي الإنجليزية والهولندية والفرنسية والإسبانية والسويدية.
منذ منتصف القرن التاسع عشر فصاعدًا ، كان لدى الأمة أعداد كبيرة من المهاجرين الذين يتحدثون قليلاً أو لا يتحدثون الإنجليزية على الإطلاق ، وظهرت قوانين ودساتير وإجراءات الدولة في جميع أنحاء البلاد بلغات مجموعات المهاجرين المهمة سياسياً. كانت هناك مدارس ثنائية اللغة وصحف محلية بلغات مثل الألمانية والأوكرانية والمجرية والأيرلندية والإيطالية والنرويجية واليونانية والبولندية والسويدية والرومانية والتشيكية واليابانية واليديشية والعبرية والليتوانية والويلزية والكانتونية والبلغارية والهولندية، البرتغالية وغيرها ، على الرغم من معارضة قوانين اللغة الإنجليزية فقط التي ، على سبيل المثال ، تحظر خدمات الكنيسة والمحادثات الهاتفية وحتى المحادثات في الشارع أو على أرصفة السكك الحديدية بأي لغة أخرى غير الإنجليزية ، حتى تم الحكم بعدم دستورية أول هذه القوانين في عام 1923 (ماير ضد. نبراسكا).
حاليًا ، تمثل اللغات الآسيوية غالبية اللغات المستخدمة في مجتمعات المهاجرين: الكورية، وأنواع اللغات الصينية ، والعربية ، والفيتنامية، والتاغالوغية، والفارسية. لغات جنوب آسيا مثل الهندية والأردية والتاميلية والكانادا والغوجاراتية والماراثية والبنغالية والتيلجو والبنجابية والمالايالامية واللغة السيلية.
عادة ، تميل لغات المهاجرين إلى الضياع من خلال الاستيعاب في غضون جيلين أو ثلاثة أجيال ،  الرغم من وجود بعض المجموعات مثل لويزيانا الكريول (الفرنسية) وهولندية بنسلفانيا (الألمانية) في ولاية كان يُسمع فيها عدد كبير من الناس يتحدثون بها قبل الخمسينيات ، والمستوطنين الأصليين في الجنوب الغربي (الأسبانية) الذين حافظوا على لغاتهم لقرون.

### إنجليزي
اللغة الإنجليزية موروثة من الاستعمار البريطاني، ويتحدث بها غالبية السكان. أصبحت اللغة الإنجليزية شائعة بشكل متزايد ؛ عندما تأسست الولايات المتحدة ، كان 40٪ من الأمريكيين يتحدثون الإنجليزية كلغة أولى. في عام 2002، كان 87٪ من الأمريكيين يتحدثون الإنجليزية كلغة أولى. إنها بمثابة اللغة الوطنية الفعلية، وهي اللغة التي يتم بها تنفيذ الأعمال الحكومية. وفقًا لمكتب الإحصاء الأمريكي ، يتحدث 80٪ اللغة الإنجليزية فقط في المنزل ، ويتحدث جميع المقيمين في الولايات المتحدة باستثناء ما يقرب من 13600000 من عمر 5 أعوام وأكثر يتحدثون الإنجليزية «جيدًا» أو «جيدًا جدًا».
تختلف اللغة الإنجليزية الأمريكية عن الإنجليزية البريطانية من حيث التهجئة (أحد الأمثلة على ذلك هو إسقاط حرف "u" في كلمات مثل اللون / اللون) والقواعد والمفردات والنطق واستخدام اللغة العامية. الخلافات ليست عادة ما يكون عائقا أمام التواصل الفعال بين الإنجليزية الأمريكية واللغة الإنجليزية البريطانية.

توزيع اللغة الإنجليزية كلغة أولى في الولايات المتحدة.

قامت بعض الولايات ، مثل كاليفورنيا، بتعديل دساتيرها لجعل اللغة الإنجليزية هي اللغة الرسمية الوحيدة ، ولكن في الممارسة العملية ، هذا يعني فقط أن الوثائق الحكومية الرسمية يجب أن تكون باللغة الإنجليزية على الأقل ، ولا يعني أنها يجب أن تكون متاحة حصريًا باللغة الإنجليزية فقط. على سبيل المثال ، يتوفر اختبار رخصة القيادة القياسي في كاليفورنيا من الفئة C بـ 32 لغة مختلفة.

### الأسبانية
لقد ورثت اللغة الإسبانية أيضًا من الاستعمار ، وهي تعتبر لغة رسمية في كومنولث بورتوريكو، حيث تعتبر اللغة العامة للتعليم في المدارس والجامعات. في الولايات الخمسين ومقاطعة كولومبيا وجميع المناطق باستثناء بورتوريكو ، يتم تدريس اللغة الإسبانية كلغة أجنبية أو لغة ثانية. يتم التحدث بها في المنزل في مناطق بها عدد كبير من السكان من أصل إسباني: جنوب غرب الولايات المتحدة على طول الحدود مع المكسيك ، وكذلك في فلوريدا، وأجزاء من كاليفورنيا، ومقاطعة كولومبيا، وإلينوي، ونيوجيرسي، ونيويورك . في المجتمعات ذات الأصول الأسبانية في جميع أنحاء البلاد ، قد تكون الإشارات ثنائية اللغة باللغتين الإسبانية والإنجليزية شائعة جدًا. علاوة على ذلك ، توجد العديد من الأحياء (مثل مرتفعات واشنطن في مدينة نيويورك أو ليتل هافانا في ميامي) حيث ستحتوي كتل المدينة بأكملها فقط على علامات باللغة الإسبانية والأشخاص الناطقين بالإسبانية.
| عام      | عدد المتحدثين الاسبانية | نسبة مئوية من <br /> سكان الولايات المتحدة |
| -------- | ----------------------- | ------------------------------------------ |
| 1980     | 11 مليون                | 5٪                                         |
| 1990     | 17.3 مليون              | 7٪                                         |
| 2000     | 28.1 مليون              | 10٪                                        |
| 2010     | 37 مليونا               | 13٪                                        |
| 2012     | 38.3 مليون              | 13٪                                        |
| 2015     | 41 مليونا               | 14٪                                        |
| المصادر: |                         |                                            |

توزيع اللغة الإسبانية كلغة أولى في الولايات المتحدة.

تختار الأجيال الشابة من غير ذوي الأصول الأسبانية في الولايات المتحدة دراسة اللغة الإسبانية كلغة أجنبية أو ثانية بأعداد أكبر بكثير من خيارات اللغة الثانية الأخرى. قد يكون هذا بسبب تزايد عدد السكان من أصل إسباني وزيادة شعبية أفلام أمريكا اللاتينية والموسيقى التي يتم عرضها باللغة الإسبانية. أظهر مسح المجتمع الأمريكي لعام 2009 (ACS) الذي أجراه مكتب تعداد الولايات المتحدة أن اللغة الإسبانية تحدث في المنزل من قبل أكثر من 35 مليون شخص في سن الخامسة أو أكبر ،  مما يجعل الولايات المتحدة خامس أكبر مجتمع يتحدث الإسبانية في العالم ، لا يفوقها سوى المكسيك وكولومبيا وإسبانيا والأرجنتين . منذ ذلك الحين ، زاد عدد الأشخاص الذين أبلغوا عن ACS للتحدث باللغة الإسبانية في المنزل (انظر الجدول).

#### الاسبانية المكسيكية الجديدة
في شمال نيومكسيكو وجنوب كولورادو، تم عزل المتحدثين بالإسبانية لعدة قرون في جبال روكي الجنوبية ، وطوروا لهجة مميزة من الإسبانية التي لا يتم التحدث بها في أي مكان آخر: الإسبانية المكسيكية الجديدة . تتميز اللهجة بمزيج من الكلمات القشتالية والجاليكية، ومؤخراً ، الإسبانية المكسيكية، وكذلك الكلمات المستعارة من بويبلو. تحتوي اللغة الإسبانية المكسيكية الجديدة أيضًا على نسبة كبيرة من الكلمات المستعارة باللغة الإنجليزية ، خاصةً للكلمات التكنولوجية ذات المقاطع (مثل bos و troca و telefón).
المتحدثون باللغة الإسبانية المكسيكية الجديدة ‏ هم في الأساس من نسل المستعمرين الإسبان الذين وصلوا إلى نيو مكسيكو في القرن السادس عشر حتى القرن الثامن عشر. خلال هذا الوقت ، كان الاتصال ببقية أمريكا الإسبانية محدودًا ، وتطورت الإسبانية المكسيكية الجديدة في مسارها الخاص. في غضون ذلك ، تعايش المستعمرون الإسبان مع شعوب بويبلوان والنافاجو وتزاوجوا معهم. بعد الحرب المكسيكية الأمريكية ، أصبحت نيومكسيكو وجميع سكانها تحت حكم الولايات المتحدة الناطقة باللغة الإنجليزية ، وعلى مدار المائة عام التالية ، زاد عدد المتحدثين باللغة الإنجليزية.

#### بورتوريكو الاسبانية
اللغة الإسبانية البورتوريكية هي اللغة واللهجة الرئيسية لشعب بورتوريكو، بالإضافة إلى العديد من الأشخاص المنحدرين من البورتوريكيين في أماكن أخرى في جميع أنحاء الولايات المتحدة.

#### سبانجليش
الاسبانجليزية هو تبديل كود البديل من الاسبانية والإنكليزية ويتحدث بها في المناطق ذات الكثافة السكانية بلغتين كبير من الاسبانية والإنكليزية المتكلمين، مثل طول الحدود بين المكسيك والولايات المتحدة الأمريكية (كاليفورنيا، أريزونا، نيو مكسيكو، وتكساس)، فلوريدا، ومدينة نيويورك .

### صينى
كان عدد الناطقين بالصينية يتزايد بسرعة في القرن العشرين لأن عدد المهاجرين الصينيين زاد بمعدل أكثر من 50٪ منذ عام 1940. يتحدث 2.8 مليون أمريكي بعض التنوع في اللغة الصينية، والتي يتم حسابها مجتمعة في الإحصاء الفيدرالي على أنها ثالث أكثر اللغات تحدثًا في البلاد. حتى أواخر القرن العشرين ، كانت لهجات Yue بما في ذلك تايشانيز والكانتونية هي الأكثر شيوعًا بين المهاجرين أو أحفاد المهاجرين ، خاصة في كاليفورنيا . منذ افتتاح جمهورية الصين الشعبية، أصبحت الماندرين ، اللغة الرسمية في جمهورية الصين الشعبية وجمهورية الصين (تايوان) سائدة بشكل متزايد. العديد من الأمريكيين من جميع الخلفيات العرقية يتعلمون أيضًا لغة الماندرين وبدرجة أقل كانتونية.
في مدينة نيويورك في عام 2002، تم التحدث بلغة الماندرين كلغة أصلية بين 10 ٪ فقط من المتحدثين بالصينية ولكن كان من المتوقع أن تحل محل اللغة الكانتونية باعتبارها لغة مشتركة بين المتحدثين بالصينية.

### تاغالوغ

توزيع اللغة التاغالوغية في الولايات المتحدة.

كان المتحدثون باللغة التاغالوغية حاضرين بالفعل في الولايات المتحدة في وقت مبكر من أواخر القرن السادس عشر كبحارة تعاقدت معهم الحكومة الاستعمارية الإسبانية . في القرن الثامن عشر ، أقاموا مستوطنات في لويزيانا، مثل سان مالو . بعد الضم الأمريكي للفلبين، زاد عدد المتحدثين بالتاجالوج بشكل مطرد ، حيث بدأ الفلبينيون بالهجرة إلى الولايات المتحدة كطلاب أو عمال متعاقدين. ومع ذلك ، انخفض عددهم بعد استقلال الفلبين، حيث تم إعادة بعض الفلبينيين إلى الوطن .
اليوم ، لغة التاغالوغ ، جنبًا إلى جنب مع صيغتها الموحدة الفلبينية، يتحدث بها أكثر من مليون ونصف من الأمريكيين الفلبينيين ويتم الترويج لها من قبل المنظمات المدنية الفلبينية الأمريكية والقنصليات الفلبينية. نظرًا لأن الفلبينيين هم ثاني أكبر مجموعة عرقية آسيوية في الولايات المتحدة ، فإن لغة التاغالوغ هي ثاني أكثر اللغات الآسيوية تحدثًا في البلاد ، بعد الصينية . لغة تاغليش، وهي شكل من أشكال التبديل بين اللغة التاجالوجية والإنجليزية ، يتحدث بها أيضًا عدد من الأمريكيين الفلبينيين.
يتم تدريس لغة التاغالوغ أيضًا في بعض الجامعات حيث يوجد عدد كبير من الفلبينيين. نظرًا لأنها اللغة الوطنية والأكثر تحدثًا في الفلبين ، فإن معظم الفلبينيين في الولايات المتحدة يجيدون لغة التاغالوغ بالإضافة إلى لغتهم الإقليمية المحلية.

### فيتنامي

توزيع اللغة الفيتنامية في الولايات المتحدة

وفقًا لتعداد 2010 ، هناك أكثر من 1.5 مليون أمريكي يعرّفون عن أنفسهم على أنهم فيتناميون في الأصل ، ويحتلون المرتبة الرابعة بين المجموعات الأمريكية الآسيوية ويشكلون أكبر عدد من السكان الفيتناميين في الخارج.
مقاطعة أورانج ، كاليفورنيا، هي موطن لأكبر تجمع للفيتناميين العرقيين خارج فيتنام ، وخاصة في منطقة ليتل سايجون. توجد مجتمعات فيتنامية مهمة أخرى في المناطق الحضرية في سان خوسيه وهيوستن ودالاس فورت وورث وسياتل وفرجينيا الشمالية ونيو أورليانز . على غرار المجتمعات الفيتنامية الأخرى في الدول الغربية (باستثناء فرنسا)، تم تأسيس السكان الفيتناميين في الولايات المتحدة بعد سقوط سايغون في عام 1975 واستيلاء الشيوعيين على فيتنام الجنوبية بعد حرب فيتنام .

### الكورية
في عام 2011، تحدث أكثر من 1.1 مليون أمريكي باللغة الكورية في المنزل. زاد هذا العدد بشكل كبير في نهاية القرن العشرين ، حيث زاد بنسبة 327 ٪ من 300000 متحدث في عام 1980. كان أكبر تركيز لهؤلاء المتحدثين في مناطق المترو في لوس أنجلوس ونيويورك وواشنطن العاصمة.  تم العثور على المتحدثين باللغة الكورية في كورياتاونز .

### فرنسي
الفرنسية، هي اللغة الرابعة الأكثر شيوعًا (عندما يتم دمج جميع أنواع الفرنسية ومنفصلة ولكن يتم احتساب اللغات ذات الصلة مثل الكريولية الهايتية على أنها فرنسية)، يتم التحدث بها بشكل أساسي من قبل لويزيانا الكريول، الفرنسية الأصلية ، الكاجون، الهايتية، والفرنسية- السكان الكنديون. يتم التحدث بها على نطاق واسع في مين ونيو هامبشاير وفيرمونت ولويزيانا، مع الجيوب الفرنكوفونية البارزة في مقاطعة سانت كلير ، ميشيغان، والعديد من المناطق الريفية في شبه جزيرة ميشيغان العليا ومنطقة شمال سان فرانسيسكو باي .  نظرًا لإرثها في لويزيانا ، فإن تلك الولاية يخدمها مجلس التنمية الفرنسية في لويزيانا (CODOFIL)، وهي الوكالة الحكومية الوحيدة في الولايات المتحدة التي تتمثل مهمتها في خدمة السكان اللغويين. في عام 2018، سجل مجلس التنمية الفرنسية في لويزيانا كمراقب في المنظمة الاقتصادية والثقافية الدولية للفرانكوفونية.

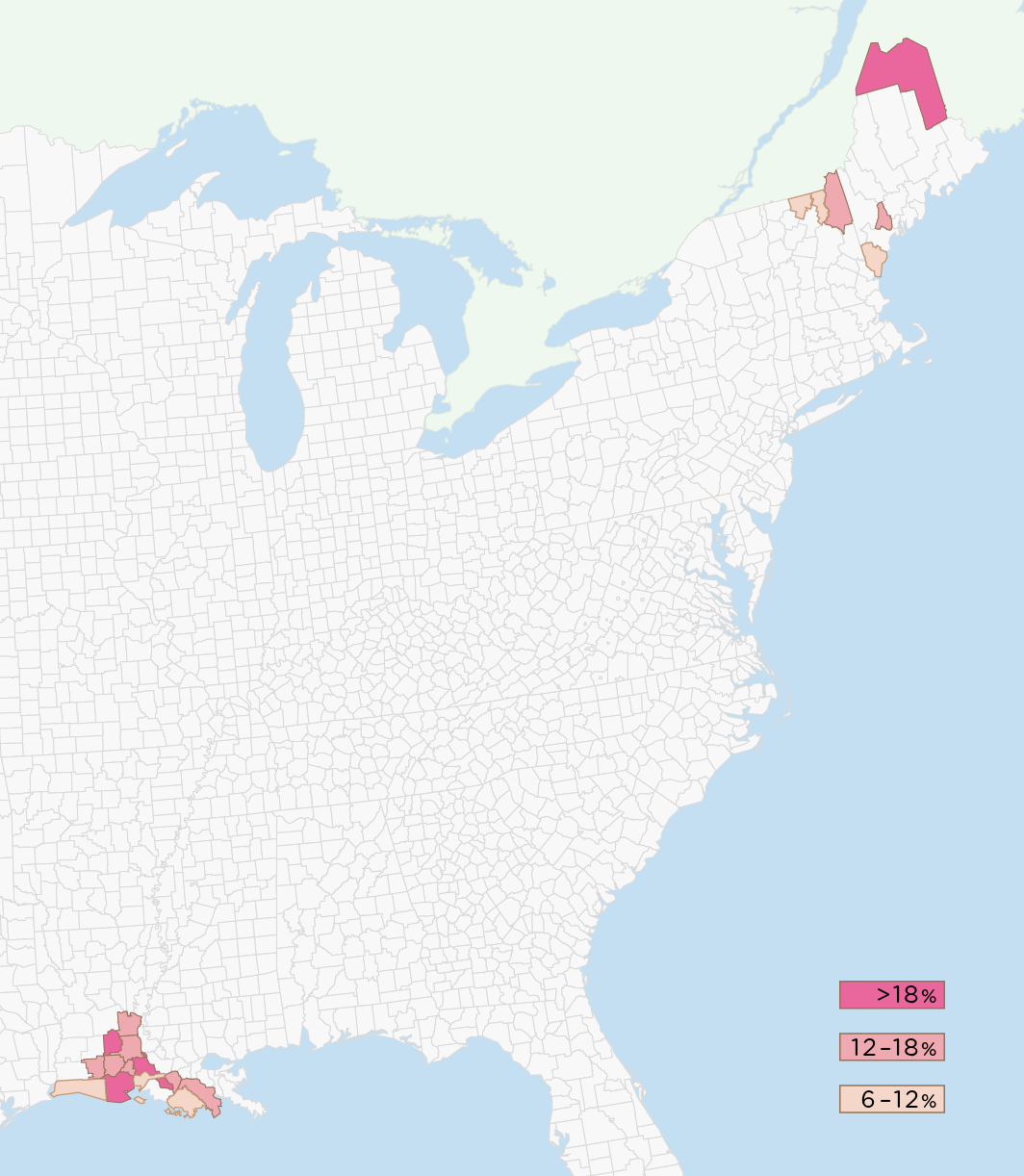
توزيع اللغة الفرنسية في الولايات المتحدة. المقاطعات والأبرشيات المميزة باللون الأصفر هي تلك التي يتحدث فيها 6٪ إلى 12٪ من السكان الفرنسية في المنزل ؛ بني ، 12٪ إلى 18٪ ؛ الأحمر ، أكثر من 18٪. كجون الفرنسية واللغات الكريول تتخذ من فرنسا مقرا ليست مدرجة على الرغم من أن يتم التحدث اللهجات الكريولية جميع أنحاء الولايات المتحدة وتدرس في العديد من المدارس في الولايات المتحدة.

تم تطوير ثلاثة أنواع من الفرنسية داخل ما يعرف الآن بالولايات المتحدة في العصر الاستعماري: لويزيانا الفرنسية، ميسوري الفرنسية، ونيو إنجلاند الفرنسية (أساسًا نوع من الفرنسية الكندية). اللغة الفرنسية هي اللغة الثانية في ولايتي لويزيانا وماين. أكبر المجتمعات الناطقة بالفرنسية في الولايات المتحدة تقيم في شمال شرق ولاية مين . هوليوود وميامي، فلوريدا؛ مدينة نيويورك؛  مناطق معينة من ريف لويزيانا؛ والأقليات الصغيرة في فيرمونت ونيو هامبشاير. ترتبط العديد من مجتمعات نيو إنجلاند باللهجة الموجودة عبر الحدود في كيبيك أو نيو برونزويك. يمتلك أكثر من 13 مليون أمريكي تراثًا فرنسيًا أساسيًا ، لكن 2 مليون فقط يتحدثون الفرنسية أو لغة الكريول الفرنسية في المنزل.

### ألمانية

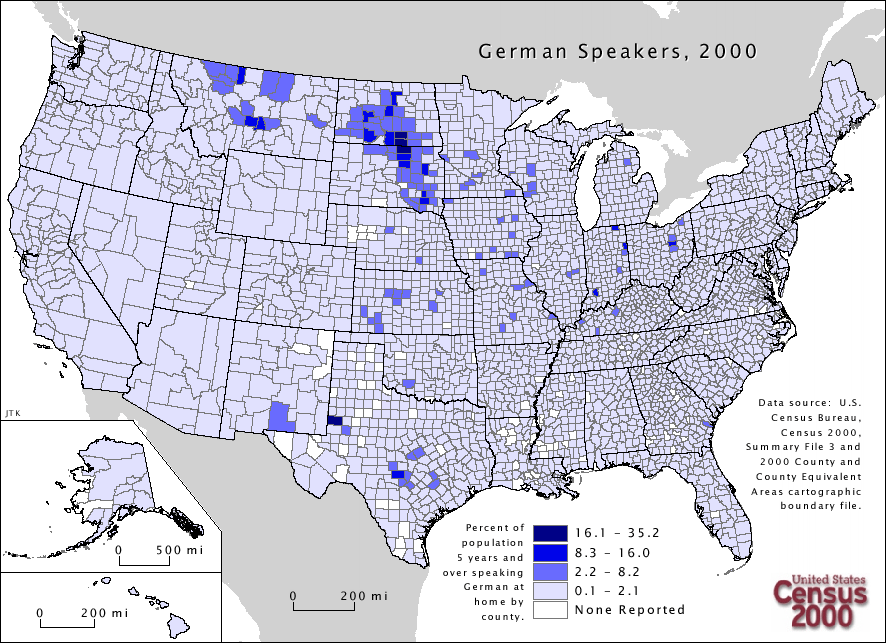
توزيع اللغة الألمانية في الولايات المتحدة.

كانت اللغة الألمانية لغة منتشرة على نطاق واسع في بعض المستعمرات ، وخاصة ولاية بنسلفانيا ، حيث استقر عدد من البروتستانت الناطقين بالألمانية والأقليات الدينية الأخرى هربًا من الاضطهاد في أوروبا. حدثت موجة أخرى من الاستيطان عندما هاجر الألمان إلى الولايات المتحدة فروا من فشل الثورات الألمانية في القرن التاسع عشر. استقر عدد كبير من هؤلاء المهاجرين الألمان في المناطق الحضرية ، مع وجود أحياء في العديد من المدن تتحدث الألمانية والعديد من الصحف والدوريات المحلية باللغة الألمانية. بدأ المزارعون الألمان أيضًا الزراعة في جميع أنحاء البلاد ، بما في ذلك تكساس هيل كونتري، في هذا الوقت. تم التحدث باللغة على نطاق واسع حتى دخلت الولايات المتحدة الحرب العالمية الأولى .
في أوائل القرن العشرين ، كانت اللغة الألمانية هي اللغة الأجنبية التي تمت دراستها على نطاق واسع في الولايات المتحدة ، وقبل الحرب العالمية الأولى، كانت أكثر من 6٪  من تلاميذ المدارس الأمريكية تلقوا تعليمهم الابتدائي باللغة الألمانية حصريًا ، على الرغم من أن بعض هؤلاء الألمان جاءوا من مناطق خارج ألمانيا. حاليًا ، يدعي أكثر من 49 مليون أمريكي أن أصلهم ألماني، وهي أكبر مجموعة عرقية موصوفة ذاتيًا في الولايات المتحدة ، لكن أقل من 4 ٪ منهم يتحدثون لغة أخرى غير الإنجليزية في المنزل ، وفقًا لمسح المجتمع الأمريكي لعام 2005. يتحدث الأميش بلهجة ألمانية معروفة باسم بنسلفانيا الألمانية . كان أحد أسباب هذا التراجع في اللغة الألمانية هو التصور خلال الحربين العالميتين أن التحدث بلغة العدو أمر غير وطني. تم حظر تعليم اللغة الأجنبية في بعض الأماكن خلال الحرب العالمية الأولى. على عكس الموجات السابقة ، كانوا أكثر تركيزًا في المدن واندمجوا بسرعة. سبب آخر لانخفاض اللغة الألمانية كان نقص الجيل الأول من المهاجرين ، حيث تباطأت الهجرة إلى الولايات المتحدة من أوروبا الغربية في أعقاب الحربين العالميتين.
هناك أسطورة (تُعرف باسم أسطورة مولينبرغ) مفادها أن اللغة الألمانية يجب أن تكون اللغة الرسمية للولايات المتحدة ، لكن هذا غير دقيق ويعتمد على محاولة مبكرة فاشلة لترجمة الوثائق الحكومية إلى الألمانية. تمتد الأسطورة أيضًا إلى اللغة الألمانية كونها اللغة الرسمية الثانية في ولاية بنسلفانيا. ومع ذلك ، لا توجد لغة رسمية في ولاية بنسلفانيا. على الرغم من أن أكثر من 49 مليون أمريكي يزعمون أن لديهم أسلافًا ألمانًا ، إلا أن 1.24 مليون أمريكي فقط يتحدثون الألمانية في المنزل. العديد من هؤلاء الأشخاص هم إما من الأميش والمينونايت أو الألمان الذين هاجروا حديثًا (على سبيل المثال لأسباب مهنية).

#### بنسلفانيا هولندي / ألماني
بنسلفانيا الهولندية أو بنسلفانيا الألمانية هي لغة بالاتينية من لغة الراين الفرانكونية التي كان يتم التحدث بها تقليديًا بشكل رئيسي في ولاية بنسلفانيا، ولكن منذ القرن التاسع عشر انتشر إلى الغرب الأوسط (أوهايو وإنديانا وأيوا وولايات أخرى)، حيث يعيش غالبية المتحدثين اليوم. تطورت من اللهجة الألمانية من بالاتينات التي جلبها شعب بنسلفانيا الهولندي إلى أمريكا قبل عام 1800. يتحدث بها في الأصل أتباع طوائف مسيحية مختلفة (اللوثريون، المينونايت، الأميش، الأخوة المعمدانيون الألمان، الكاثوليك) اليوم يتحدث بها بشكل رئيسي الأميش والنظام القديم مينونايت .

#### تكساس الألمانية
لغة تكساس الألمانية هي مجموعة من اللهجات الألمانية العالية التي يتحدث بها سكان تكساس الألمان، وهم أحفاد المهاجرين الألمان الذين استقروا في تكساس في منتصف القرن التاسع عشر.

### الهندية والأردية
الهندية والأردية هما السجلان القياسيان للغة الهندوستانية ، وهي لغة هندو آرية موطنها شمال الهند ووسط الهند وباكستان . في حين أن السجلات الرسمية تستمد مفردات من اللغة السنسكريتية والعربية والفارسية على التوالي ، لا يمكن تمييز الأشكال العامية. يتم التحدث بالهندية والأردية على نطاق واسع بين الهنود الذين ينحدرون من شمال الهند والمجتمعات الباكستانية في الولايات المتحدة كلغة أولى أو ثانية. يتركز المتحدثون في الولايات التي بها عدد كبير من سكان جنوب آسيا ، بما في ذلك كاليفورنيا وإلينوي ونيوجيرسي ونيويورك وتكساس وفيرجينيا.
بالإضافة إلى ذلك ، فإن اللغة الهندية الأوردو (هندوستانية) إلى جانب بعض اللغات الهندية البارزة الأخرى هي لغة ثقافية مهمة للعديد من سكان جنوب آسيا الذين لديهم لغات ولهجات أم مختلفة. بوليوود على وجه الخصوص ، بالإضافة إلى موسيقى الأفلام ، هي منتج ثقافي مهم يؤثر على العديد من شباب جنوب آسيا. يتعلم بعض الباكستانيين والبنغاليين الهنود والبنغلاديشيين اللغة أو لهجاتها من خلال الأفلام.

### عربى
أنواع مختلفة من اللغة العربية يتحدث بها مهاجرون من الشرق الأوسط بالإضافة إلى العديد من الأمريكيين المسلمين . توجد أعلى تركيزات من الناطقين باللغة العربية في المناطق الحضرية مثل شيكاغو ونيويورك ولوس أنجلوس . تفتخر ديترويت والمناطق المحيطة بها في ميشيغان بوجود عدد كبير من السكان الناطقين بالعربية بما في ذلك العديد من المسيحيين العرب من أصول لبنانية وسورية وفلسطينية .
يتم استخدام اللغة العربية للأغراض الدينية من قبل المسلمين الأمريكيين وبعض المسيحيين العرب (لا سيما كاثوليك الكنائس الملكية والمارونية وكذلك الروم الأرثوذكس ، أي. المسيحيون الأنطاكيون الأرثوذكس والكنائس القبطية.). غالبًا ما يعرف عدد كبير من المهنيين العرب المتعلمين الذين يهاجرون اللغة الإنجليزية جيدًا بالفعل ، حيث يتم استخدامها على نطاق واسع في الشرق الأوسط. يتمتع المهاجرون اللبنانيون أيضًا بفهم أوسع للغة الفرنسية مثلهم مثل العديد من المهاجرين الناطقين بالعربية من شمال إفريقيا .

### إيطالي

التوزيع الحالي للغة الإيطالية في الولايات المتحدة.

تم التحدث باللغة الإيطالية ولهجاتها المختلفة على نطاق واسع في الولايات المتحدة لأكثر من مائة عام ، ويرجع ذلك أساسًا إلى الهجرة الواسعة النطاق من أواخر القرن التاسع عشر إلى منتصف القرن العشرين.
بالإضافة إلى اللغة الإيطالية القياسية التي تعلمها معظم الناس اليوم ، كان هناك تمثيل قوي للهجات ولغات جنوب إيطاليا بين السكان المهاجرين (صقلية ونابوليتان على وجه الخصوص). اعتبارًا من عام 2009، على الرغم من أن 15,638,348 مواطنًا أمريكيًا أبلغوا عن أنفسهم بأنهم أمريكيون إيطاليون ، فإن 753,992 فقط من هؤلاء يتحدثون اللغة الإيطالية في المنزل (0.3264 ٪ من سكان الولايات المتحدة).

### هولندي

توزيع اللغة الهولندية في الولايات المتحدة.

كان هناك وجود هولندي في أمريكا منذ عام 1602 عندما استأجرت حكومة جمهورية هولندا السبع المتحدة شركة الهند الشرقية الهولندية (بالهولندية: Vereenigde Oostindische Compagnie (VOC)) مع مهمة استكشاف ممر إلى جزر الهند والمطالبة بأي شيء مجهول أراضي الجمهورية الهولندية. في عام 1664، هاجمت القوات الإنجليزية بقيادة دوق يورك (لاحقًا جيمس الثاني ملك إنجلترا) مستعمرة نيو نذرلاند. نظرًا لكونه يفوق عددًا كبيرًا ، استسلم المدير العام بيتر ستويفسانت نيو أمستردام، وتبعها فورت أورانج قريبًا. تم تغيير اسم نيو أمستردام إلى نيويورك، وتم تغيير اسم فورت أورانج إلى فورت ألباني . لا يزال من الممكن العثور على أسماء المدن الهولندية في أحياء نيويورك. تم تسمية هارلم على اسم هارلم، وسُميت جزيرة ستاتن على اسم ستاتين إيلاند ، وسُميت بروكلين باسم بروكيلين .
كانت اللغة الهولندية لا تزال تتحدث في أجزاء كثيرة من نيويورك في وقت الثورة. على سبيل المثال ، حضرت إليزا هاميلتون زوجة ألكسندر هاملتون كنيسة باللغة الهولندية أثناء زواجهما.
سوجورنر تروث ، الناشطة الأمريكية الأفريقية في مجال إلغاء عقوبة الإعدام والناشطة في مجال حقوق المرأة (من مواليد «إيزابيلا بومفري») كانت من المتحدثين الأصليين للغة الهولندية.
مارتن فان بورين، أول رئيس يولد في الولايات المتحدة بعد استقلالها ، تحدث الهولندية كلغته الأم، مما جعله الرئيس الوحيد الذي لم تكن اللغة الإنجليزية هي لغته الأولى.
في الإجماع الديموغرافي لعام 1990، ادعى 3 ٪ من المواطنين الذين شملهم الاستطلاع أنهم ينحدرون من المستوطنين الهولنديين. تشير التقديرات الحديثة إلى أن عدد السكان الهولنديين الأمريكيين يبلغ 5 ملايين ، متخلفًا قليلاً عن الأمريكيين الاسكتلنديين والأمريكيين السويديين .
الأمريكيون الهولنديون البارزون هم روزفلت (ثيودور روزفلت وفرانكلين ديلانو روزفلت وإليانور روزفلت) ومارلون براندو وتوماس ألفا إديسون ومارتن فان بورين وفاندربيلت . عائلة روزفلت هي أحفاد مباشرة للمستوطنين الهولنديين في مستعمرة نيو نذرلاند في القرن السابع عشر.
لا يزال حوالي 142000 شخص في الولايات المتحدة يتحدثون اللغة الهولندية في المنزل اعتبارًا من عام 2013، بالإضافة إلى 23000 متحدث باللغة الأفريكانية ذات الصلة الوثيقة. يتركزون بشكل رئيسي في كاليفورنيا (23500) وفلوريدا (10900) وبنسلفانيا (9.900) وأوهايو (9600) ونيويورك (8700) وميشيغان (6600 ؛ أي تقريبًا بالكامل في مدينة هولندا).
تحدث عدد كبير من الناس في منطقة نيوجيرسي باللهجة العامية للغة الهولندية المعروفة باسم جيرسي الهولندي بين بداية القرن السابع عشر ومنتصف القرن العشرين. مع بداية القرن العشرين ، أصبح استخدام اللغة مقصورًا على الدوائر الأسرية الداخلية ، حيث تخلى عدد متزايد من الأشخاص عن اللغة لصالح اللغة الإنجليزية. لقد عانت من تدهور تدريجي طوال القرن العشرين ، وتبددت في النهاية من الاستخدام العرضي.

### التيلجو
وصلة=|تصغير

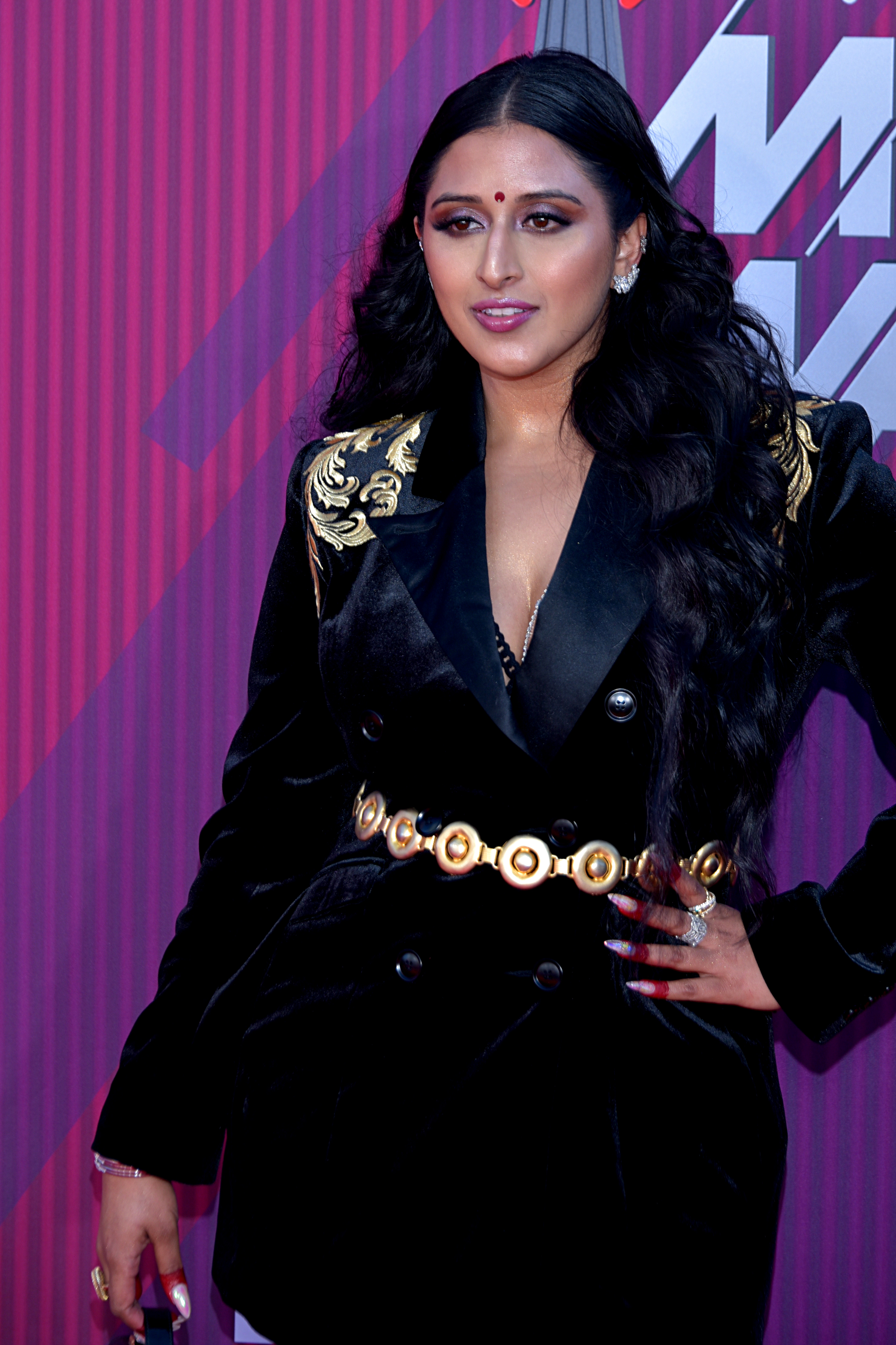
رجاء كوماري في حفل توزيع الجوائز. هي من مواطني التيلجو وتتحدث أمريكا.

في النصف الثاني من القرن العشرين ، هاجر شعب التيلجو من الهند (خاصة من ولاية أندرا براديش وتيلانجانا وكارناتاكا وتاميل نادو ) كمحترفين إلى الولايات المتحدة وكندا وأوروبا وجنوب شرق آسيا . يُعد تعداد سكان التيلجو الأمريكيين أكثر من 886,988 فردًا ،  العديد من المنظمات الكبيرة مثل جمعية التيلوجو في أمريكا الشمالية، وجمعية التيلوجو الأمريكية، وما إلى ذلك ، وتعمل على نمو المجتمع.
وسط نيوجيرسي هي موطن لأكبر تجمع سكاني لشعب التيلجو. استقر سكان التيلجو أيضًا في مدينة نيويورك ومنطقة العاصمة الحضرية، وكذلك على الساحل الغربي في وادي السيليكون. تعد المناطق الحضرية في مدينة نيويورك ولوس أنجلوس موطنًا لأكبر تجمعات لمتحدثي التيلجو.
الغالبية العظمى من شعب التيلجو هم من الهندوس مع أقليات مهمة مثل المسلمين والمسيحيين وحتى البوذيين.
نظرًا للعدد المتزايد بسرعة من الطلاب والعاملين من ولاية أندرا براديش وتيلانجانا في أمريكا ، فقد عانى التيلجو الأمريكيون من جرائم الكراهية في أمريكا. أبرز هذه الحوادث كان حادث إطلاق النار في أولاثي ، كانساس عام 2017 ، والذي قام فيه آدم بيورنتون ، أحد المتعصبين للعرق الأبيض ، بمضايقة اثنين من المهاجرين التيلجو ، سرينيفاس كوتشيبهوتلا وألوك ماداساني ، بحجة أن كوتشيبوتلا ومادساني كانوا إيرانيين أو مهاجرين غير شرعيين ؛ في وقت لاحق أطلقوا النار عليهم ، مما أسفر عن مقتل كوتشيبوتلا وإصابة ماداساني وكذلك إيان جريلوت ، وهو أمريكي أبيض كان قد دافع عن كوتشيبهوتلا ومادساني.
تم الاعتراف على نطاق واسع بأشخاص بارزين مثل ساتيا ناديلا وأرفيند كريشنا وشانتانو ناراين ونينا دافولوري وراجا كوماري وبالامورالي أمباتي وهاري كوندابولو والعديد من الأشخاص الآخرين ونجحوا في مجالات مختلفة في الولايات المتحدة .

### الفنلندية

توزيع اللغة الفنلندية في الولايات المتحدة.

كان المستوطنون الفنلنديون الأوائل في أمريكا من بين المستوطنين الذين قدموا من السويد وفنلندا إلى مستعمرة السويد الجديدة. كان معظم المستعمرين فنلنديين. ومع ذلك ، لم يتم الحفاظ على اللغة الفنلندية بين الأجيال اللاحقة مثل اللغة السويدية.
بين تسعينيات القرن التاسع عشر واندلاع الحرب العالمية الأولى ، هاجر ما يقدر بربع مليون مواطن فنلندي إلى الولايات المتحدة ، بشكل رئيسي في المناطق الريفية في الغرب الأوسط وبشكل أكثر تحديدًا في مناطق التعدين في شمال شرق ولاية مينيسوتا وشمال ويسكونسن وشبه جزيرة ميشيغان العليا. . لا تزال هانكوك ، ميشيغان، اعتبارًا من عام 2005، تتضمن لافتات شوارع ثنائية اللغة مكتوبة باللغتين الإنجليزية والفنلندية. يبلغ عدد الأمريكيين من أصل فنلندي 800000 فرد ، على الرغم من أن 26000 فقط يتحدثون اللغة في المنزل. توجد لهجة مميزة للغة الإنجليزية يمكن العثور عليها في شبه الجزيرة العليا ، تُعرف باسم لهجة يوبر. غالبًا ما يكون لدى Yooper إيقاعًا فنلنديًا ويستخدم بنية الجمل الفنلندية مع مفردات إنجليزية وألمانية وسويدية ونرويجية وفنلندية معدلة. من بين الأمريكيين الفنلنديين البارزين زعيم الحزب الشيوعي الأمريكي جوس هول، والمخرج السينمائي ريني هارلين، والممثلة الكندية المولد باميلا أندرسون .
مقاطعة شمال كلارك ، واشنطن (بما في ذلك ياكولت وأمبوي وباتل جراوند وتشيلاتشي) تحتوي على مخزون كبير من اللوثريين الرسوليين القدامى الذين هاجروا في الأصل من فنلندا. تتحدث العديد من العائلات في هذا الجزء من المقاطعة اللغة الفنلندية بطلاقة في المنزل قبل تعلم اللغة الإنجليزية. توجد جالية فنلندية أخرى جديرة بالملاحظة في الولايات المتحدة في ليك وورث ، فلوريدا، شمال ميامي.

### الروسية
يتم التحدث باللغة الروسية في مناطق من بعض الولايات ، بما في ذلك نيويورك وكاليفورنيا وواشنطن ونيوجيرسي وإلينوي وماساتشوستس وبنسلفانيا وألاسكا . يتم التحدث بها بشكل خاص في أحياء المهاجرين في بعض المدن: مدينة نيويورك، بوسطن، لوس أنجلوس، سان فرانسيسكو، فيلادلفيا، شيكاغو، سياتل، ساكرامنتو، سبوكان، ميامي، فانكوفر ، واشنطن، بورتلاند ، أوريغون، وودبرن ، أوريغون. اعتادت الشركة الروسية الأمريكية امتلاك إقليم ألاسكا حتى بيعه بعد حرب القرم . لطالما كانت اللغة الروسية محدودة ، خاصة بعد اغتيال سلالة القيصر رومانوف. بدءًا من السبعينيات وحتى منتصف التسعينيات ، هاجر العديد من الناطقين بالروسية من الاتحاد السوفيتي وبعد ذلك الجمهوريات المكونة له مثل روسيا ومولدوفا وأوكرانيا وبيلاروسيا وأوزبكستان إلى الولايات المتحدة ، مما زاد من استخدام اللغة في أمريكا.

توزيع اللغة الروسية في الولايات المتحدة.

توجد أكبر الأحياء الناطقة باللغة الروسية في الولايات المتحدة في بروكلين وكوينز وستاتن آيلاند في مدينة نيويورك (على وجه التحديد منطقة شاطئ برايتون في بروكلين)؛ أجزاء من لوس أنجلوس، ولا سيما ويست لوس أنجلوس وويست هوليود؛ أجزاء من فيلادلفيا، ولا سيما أقصى الشمال الشرقي؛ وأجزاء من ميامي مثل صني آيلز بيتش (فلوريدا) .
في نيكولايفسك ، ألاسكا، 66.57٪ من السكان يتحدثون الروسية في المنزل.
تخدم المجموعة الإعلامية الصوت السلافي لأمريكا الأمريكيين الناطقين بالروسية خارج دالاس .

### اللغة العبرية
يتحدث المهاجرون الإسرائيليون اللغة العبرية الحديثة. تُستخدم العبرية الليتورجية كلغة دينية أو ليتورجية  قبل العديد من اليهود الأمريكيين البالغ عددهم 7 ملايين 

### إيلوكانو
مثل تاغالوغيون، وشعب إيلوكانو تشكل الأسترونيزية الأسهم التي جاءت من الفلبين . كانوا أول فلبينيين يهاجرون بشكل جماعي إلى الولايات المتحدة. دخلوا أولاً ولاية هاواي وعملوا هناك في المزارع الشاسعة.
كما فعلوا في المقاطعات الفلبينية شمال لوزون ومينداناو، اكتسبوا أهمية بسرعة في المناطق التي استقروا فيها. وهكذا ، لم تعد ولاية هاواي أقل اختلافًا عن الفلبين من حيث النسبة المئوية لمتحدثي لغة الإيلوكانو.
مثل التغالوغ ، يتم تدريس Ilocano أيضًا في الجامعات حيث يقيم معظم الفلبينيين .

### لغات جنوب آسيا
هناك العديد من سكان جنوب آسيا في الولايات المتحدة. ومن هؤلاء الهنود والباكستانيون والبنغلاديشيون الذين يتحدثون لغات جنوب آسيا المختلفة. تشمل اللغات الرئيسية في جنوب آسيا التي يتم التحدث بها في الولايات المتحدة التيلجو (انظر «التيلجو» أعلاه)، والمالايالامية، والكانادا، والتاميل (انظر «التاميل» أدناه)، والغوجاراتية، والهندية، والأردية (انظر «الهندية-الأردية» أعلاه)، والبنغالية، والبنجابية، السنهالية والنيبالية (انظر «النيبالية» أدناه) والماراثية .

### التاميل
مجتمع التاميل في الولايات المتحدة ثنائي اللغة إلى حد كبير. يتم تدريس التاميل في فصول أسبوعية في العديد من المعابد الهندوسية ومن خلال جمعيات مثل أكاديمية التاميل الأمريكية في جنوب برونزويك ، مدرسة تاميل جيرسي في جيرسي سيتي ، نيو جيرسي ، 
الشكل المكتوب للغة رسمي للغاية ومختلف تمامًا عن الشكل المنطوق. عدد قليل من الجامعات ، مثل جامعة شيكاغو وجامعة كاليفورنيا بيركلي ، لديها برامج الدراسات العليا في اللغة.
في النصف الثاني من القرن العشرين ، هاجر التاميل من الهند كمحترفين ماهرين إلى الولايات المتحدة وكندا وأوروبا وجنوب شرق آسيا . يزيد عدد سكان التاميل الأمريكيين عن 195685 فردًا ،  ويعمل اتحاد التاميل سانجامز في أمريكا الشمالية كمنظمة جامعة للمجتمع المتنامي.
تعد المناطق الحضرية في مدينة نيويورك ولوس أنجلوس موطنًا لأكبر تجمعات للأمريكيين السريلانكيين الناطقين بالتاميل. يُقدر أن جزيرة ستاتن في مدينة نيويورك وحدها هي موطن لأكثر من 5000 من الأمريكيين السريلانكيين ،  وهي واحدة من أكبر التجمعات السريلانكية خارج سريلانكا نفسها ،  وتتحدث نسبة كبيرة منهم التاميل.

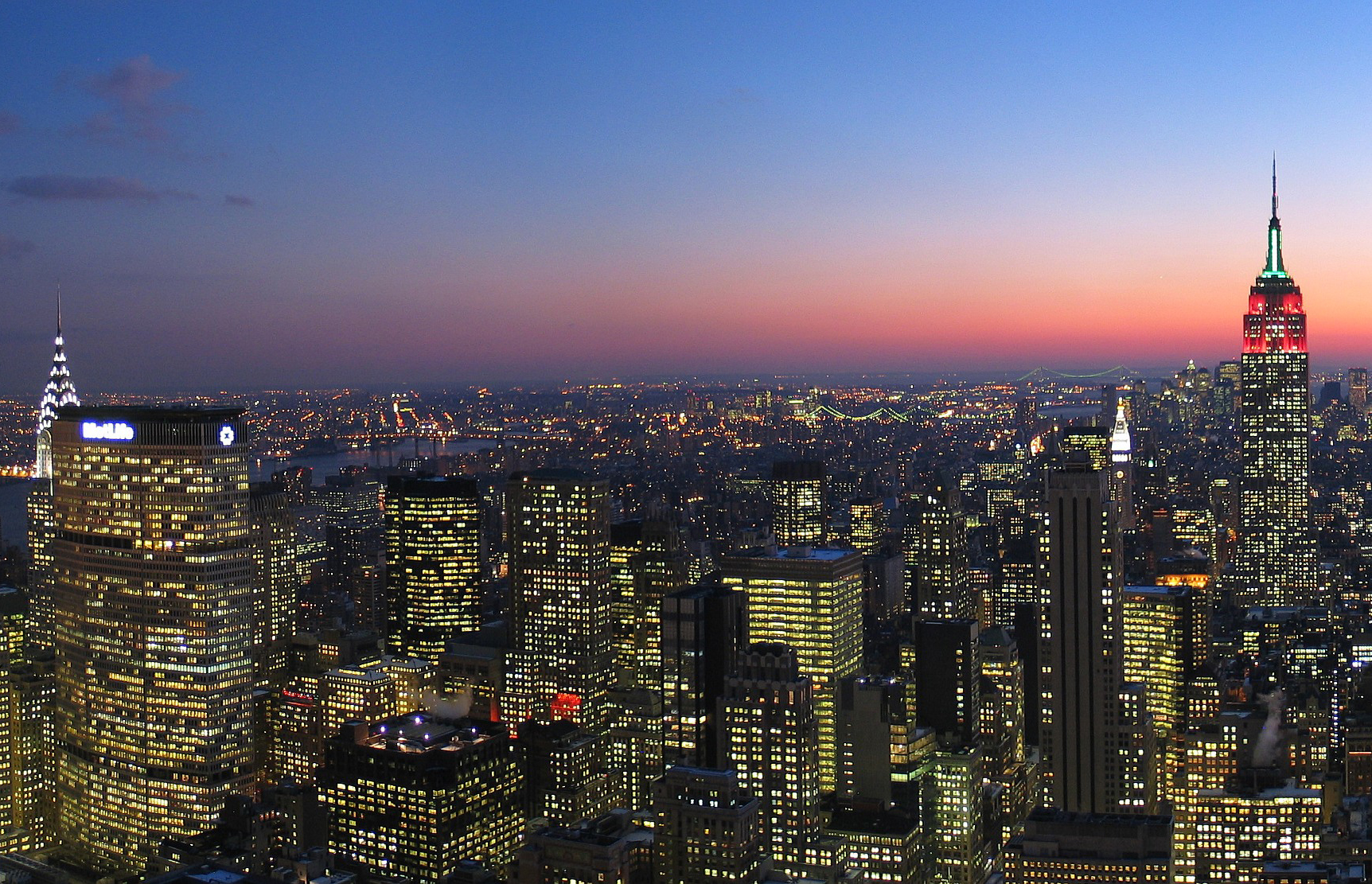
تعد منطقة مدينة نيويورك الحضرية ، بما في ذلك وسط نيوجيرسي وكذلك لونج آيلاند وجزيرة ستاتن في نيويورك ، موطنًا لأكبر عدد من سكان التاميل الأمريكيين.

وسط نيوجيرسي هي موطن لأكبر تجمع سكاني للتاميل. نيو جيرسي منازل التاميل سانجام الخاصة بها. كما استقر عدد كبير من التاميل الأمريكيين الهنود في مدينة نيويورك ومناطق العاصمة واشنطن، وكذلك على الساحل الغربي في وادي السيليكون ، حيث توجد جمعيات التاميل مثل منطقة خليج تاميل ماندرام. تعد المناطق الحضرية في مدينة نيويورك ولوس أنجلوس موطنًا لأكبر تجمعات من الأمريكيين السريلانكيين الناطقين بالتاميل ،  مع وجود جزيرة ستاتن في مدينة نيويورك وحدها التي يُقدر أنها موطن لأكثر من 5000 من الأمريكيين السريلانكيين ،  واحدة من أكبر التجمعات السريلانكية خارج سريلانكا نفسها ،  وتتحدث نسبة كبيرة منهم التاميل.

### ايرلندية
حوالي 40 مليون أمريكي من أصل إيرلندي ، وكثير من أسلافهم كانوا يتحدثون اللغة الأيرلندية . في عام 2013، تحدث حوالي 20600 أمريكي اللغة الأيرلندية في المنزل. وهناك 1600 شخص إضافي يتحدثون اللغة الغيلية الاسكتلندية. اعتبارًا من 2008 كانت اللغة 76 الأكثر استخدامًا في الولايات المتحدة.

### الخميرية (كمبودي)
بين عامي 1981 و 1985، أعيد توطين حوالي 150.000 كمبودي في الولايات المتحدة. قبل عام 1975، جاء عدد قليل جدًا من الكمبوديين إلى الولايات المتحدة. وأولئك الذين فعلوا ذلك كانوا أبناء عائلات من الطبقة العليا تم إرسالهم إلى الخارج للالتحاق بالمدرسة. بعد سقوط بنوم بنه في أيدي الخمير الحمر الشيوعيين عام 1975، تمكن بعض الكمبوديين من الفرار. في عام 2007 أفاد مسح المجتمع الأمريكي أن هناك ما يقرب من 200000 كمبودي يعيشون في الولايات المتحدة ، ويشكلون حوالي 2 ٪ من السكان الآسيويين. ومع ذلك ، فإن هؤلاء السكان يتركزون بشكل كبير في منطقتين: منطقة لوس أنجلوس الحضرية في كاليفورنيا، وخاصة مدينة لونج بيتش . وبوسطن الكبرى في نيو إنجلاند، وخاصة لويل ، ماساتشوستس . هاتان المنطقتان تضم غالبية الكمبوديين الذين يعيشون في الولايات المتحدة.

### البولندية وسيليزيا
اعتبارًا من عام 2013، كان حوالي 580.000 أمريكي يتحدثون البولندية في المنزل. اللغة البولندية شائعة جدًا في منطقة العاصمة شيكاغو . ثالث أكبر المجموعات العرقية البيضاء في شيكاغو هم من أصل بولندي، بعد الألمان والأيرلنديين . كان الشعب البولندي واللغة البولندية في شيكاغو سائدين للغاية في السنوات الأولى من المدينة ، واليوم يشكل 650 ألف بولندي في شيكاغو واحدة من أكبر التجمعات العرقية البولندية في العالم، مقارنة بمدينة فروتسواف، رابع أكبر مدينة في بولندا. هذا يجعلها واحدة من أهم مراكز بولونيا واللغة البولندية في الولايات المتحدة ، حقيقة أن المدينة تحتفل بكل عطلة نهاية أسبوع في عيد العمال في مهرجان طعم بولونيا في جيفرسون بارك .
تكساس سيليزيا هي لهجة من لغة سيليزيا (تعتبر نفسها بشكل مثير للجدل فرعًا من اللغة البولندية من قبل بعض اللغويين)، وقد استخدمها سكان تكساس سيليزيا في المستوطنات الأمريكية من عام 1852 حتى الوقت الحاضر.

### البرتغالية
كان المتحدثون البرتغاليون الأوائل في أمريكا يهود برتغاليين فروا من محاكم التفتيش البرتغالية . كانوا يتحدثون اليهودية البرتغالية وأسسوا المجتمعات اليهودية المبكرة في المستعمرات الثلاثة عشر، اثنتان منها لا تزال موجودة: مجمع شياريث إسرائيل في نيويورك ومصلى ميكفيه إسرائيل في فيلادلفيا. ومع ذلك ، بحلول نهاية القرن الثامن عشر ، تم استبدال استخدامهم للبرتغالية باللغة الإنجليزية.
في القرن 19 في وقت متأخر، والعديد من البرتغالية، وذلك أساسا الأزور، ماديرا والرأس الأخضر (الذي قبل الاستقلال في عام 1975 كانوا مواطنين البرتغالي)، هاجر إلى الولايات المتحدة واستقر في مدن مثل بروفيدانس، رود آيلاند، بيدفورد الجديدة، ماساتشوستس، وسانتا كروز ، كاليفورنيا . كانت هناك أيضًا هجرة برتغالية كبيرة إلى هاواي ، التي لم تكن في ذلك الوقت جزءًا من الولايات المتحدة.
في منتصف القرن العشرين ، كانت هناك موجة أخرى من الهجرة البرتغالية إلى الولايات المتحدة ، وبشكل رئيسي الشمال الشرقي (نيوجيرسي ، نيويورك ، كونيتيكت ، ماساتشوستس)، ولفترة من الوقت أصبحت البرتغالية لغة رئيسية في نيوارك ، نيو جيرسي . قد يشمل العديد من الأمريكيين البرتغاليين أحفاد المستوطنين البرتغاليين المولودين في إفريقيا البرتغالية (المعروفين باسم الأفارقة البرتغاليين، أو في البرتغال ، باسم ريتورنادو) وآسيا (معظمهم من ماكاو). كان هناك حوالي مليون برتغالي أمريكي في الولايات المتحدة بحلول عام 2000. تم التحدث بالبرتغالية (البرتغالية الأوروبية) في الولايات المتحدة من قبل مجتمعات صغيرة من المهاجرين ، وخاصة في منطقة مدينة نيويورك الحضرية ، مثل نيوارك ، نيو جيرسي .
يتحدث البرازيليون الأمريكيون اللغة البرتغالية على نطاق واسع ، ويتركزون في ميامي ونيويورك وبوسطن .

### السويدية
وصلة=|تصغير

توزيع اللغة السويدية في الولايات المتحدة.

كان هناك وجود سويدي في أمريكا منذ ظهور مستعمرة السويد الجديدة في مارس 1638.
لم يحدث الشتات الواسع للهجرة السويدية حتى النصف الأخير من القرن التاسع عشر ، حيث بلغ إجمالي عدد السويديين مليون. لا توجد دولة أخرى لديها نسبة أعلى من مواطنيها يغادرون إلى الولايات المتحدة باستثناء أيرلندا والنرويج. في بداية القرن العشرين ، كان لدى مينيسوتا أكبر عدد من السكان السويديين العرقيين في العالم بعد مدينة ستوكهولم .
3.7 ٪ من سكان الولايات المتحدة يدعون أنهم ينحدرون من أسلاف إسكندنافيين ، ويصل عددهم إلى ما يقرب من 11-12 مليون شخص. وفقًا لـ إثنولوج ، لا يزال أكثر من نصف مليون سويدي من أصل سويدي يتحدثون هذه اللغة ، على الرغم من أنه وفقًا لمسح المجتمع الأمريكي لعام 2007، يتحدث 56715 شخصًا فقط اللغة في المنزل. ساهم الاستيعاب الثقافي في التدهور التدريجي والمطرد للغة في الولايات المتحدة. بعد استقلال الولايات المتحدة عن مملكة بريطانيا العظمى، شجعت الحكومة المستعمرين على تبني اللغة الإنجليزية كوسيلة اتصال مشتركة ، وفي بعض الحالات فرضتها عليهم. تلقت الأجيال اللاحقة من الأمريكيين السويديين تعليمًا باللغة الإنجليزية وتحدثوها كلغة أولى. بدأت الكنائس اللوثرية المنتشرة في جميع أنحاء الغرب الأوسط في التخلي عن اللغة السويدية لصالح اللغة الإنجليزية كلغة للعبادة. تلاشت ببطء الصحف والمنشورات السويدية على حد سواء.
توجد مجتمعات سويدية كبيرة في مينيسوتا وأوهايو وماريلاند وفيلادلفيا وديلاوير ، إلى جانب جيوب صغيرة معزولة في بنسلفانيا وسان فرانسيسكو وفورت لودرديل ونيويورك. كانت شيكاغو ذات يوم تحتوي على جيب سويدي كبير يسمى أندرسونفيل على الجانب الشمالي من المدينة.
كان جون مورتون، الشخص الذي أدلى بصوت حاسم أدى إلى دعم بنسلفانيا لإعلان استقلال الولايات المتحدة، من أصل فنلندي. كانت فنلندا جزءًا من مملكة السويد في القرن الثامن عشر.

### تهرب من دفع الرهان

توزيع اللغة الويلزية في الولايات المتحدة.

يُعتقد أن ما يصل إلى مليوني أمريكي لديهم أصول ويلزية. ومع ذلك ، هناك القليل جدًا من اللغة الويلزية المستخدمة بشكل شائع في الولايات المتحدة. وفقًا لمسح المجتمع الأمريكي لعام 2007، يتحدث 2285 شخصًا اللغة الويلزية في المنزل. تحدث بشكل أساسي في كاليفورنيا (415) وفلوريدا (225) ونيويورك (204) وأوهايو (135) ونيوجيرسي (130). بعض أسماء الأماكن ، مثل منطقة برين ماور التاريخية في شيكاغو وبرين ماور ، بنسلفانيا ((بالإنجليزية: Big Hill)) ويلزية. العديد من البلدات في ولاية بنسلفانيا، معظمها في ويلز تكت، لها أسماء ويلزية ، بما في ذلك أوشلان ، بالا سينويد ، جوينيد، وتريديفرين .

### اليديشية
اليديشية لها تاريخ في الولايات المتحدة أطول بكثير من تاريخ اللغة العبرية. لقد كانت موجودة منذ أواخر القرن التاسع عشر على الأقل ولا تزال تحتوي على ما يقرب من 148000 متحدث اعتبارًا من مسح المجتمع الأمريكي لعام 2009. على الرغم من أنهم جاءوا من خلفيات جغرافية مختلفة ومناهج مختلفة للعبادة ، إلا أن المهاجرين اليهود من أوروبا الشرقية وروسيا كانوا متحدون في كثير من الأحيان في ظل فهم مشترك للغة اليديشية بمجرد استقرارهم في أمريكا ، وفي وقت ما كانت العشرات من المنشورات متاحة في معظم الساحل الشرقي مدن. على الرغم من انخفاضها قليلاً منذ نهاية الحرب العالمية الثانية ، إلا أنها لم تختف بأي حال من الأحوال. العديد من المهاجرين والمغتربين الإسرائيليين لديهم على الأقل بعض الفهم للغة بالإضافة إلى العبرية ، والعديد من أحفاد الهجرة العظيمة لليهود الأشكناز في القرن الماضي يملأون مفرداتهم الإنجليزية مع بعض الكلمات المستعارة. علاوة على ذلك ، فهي لغة مشتركة بين اليهود الأرثوذكس (وخاصة اليهود الحسيديين)، وتتركز في لوس أنجلوس وميامي ونيويورك. لا يزال الانتشار الكبير لكلمات القروض اليديشية في السكان غير اليهود سمة مميزة للغة الإنجليزية في مدينة نيويورك.

### النيبالية
تم تصنيف أول نيبالي دخل الولايات المتحدة على أنهم «آسيويون آخرون». تظهر سجلات الهجرة أنه بين عامي 1881 و 1890، تم قبول 1910 «آسيويين آخرين» في الولايات المتحدة. ومع ذلك ، لم تفتح نيبال حدودها حتى عام 1950، ومعظم النيباليين الذين غادروا البلاد خلال ذلك الوقت ذهبوا بشكل أساسي إلى الهند للدراسة. تم تصنيف الأمريكيين النيباليين لأول مرة كمجموعة عرقية منفصلة في عام 1974 عندما هاجر 56 نيباليًا إلى الولايات المتحدة. تضم مدينة نيويورك وبوسطن وشيكاغو ودنفر وجينزفيل وفلوريدا وبورتلاند وأوريجون وسانت بول ومينيسوتا أكبر عدد من النيباليين. هناك بعض الأحداث المجتمعية أو الثقافية النيبالية في كل ولاية أمريكية ، بما في ذلك داشين وتيهار ولوسار وهولي وتيج خاص ورأس السنة النيبالية.

## لغات أمريكية جديدة
تم تطوير العديد من اللغات الطبيعية والمبتدئين على الأراضي الأمريكية ، بعد تأسيس الولايات المتحدة كأمة ، بما في ذلك اللغات الكاملة مثل الكريول ولغات الإشارة .

### اللغات المنطوقة

#### أنجلوروماني
لغة انجلورومانية هي لغة كريول إنجليزية أو لغة مختلطة يتحدث بها الغجر الأمريكيون .

##### شينوك واوا أو شينوك جارجون
لغة هجينة تتكون من 700-800 كلمة من الفرنسية والإنجليزية والكري والأصول الأصلية الأخرى هي لغة التجارة القديمة في شمال غرب المحيط الهادئ . تم استخدامه على نطاق واسع بين كل من الشعوب الأوروبية والأصلية في إقليم أوريغون، حتى أنه تم استخدامه بدلاً من اللغة الإنجليزية في المنزل من قبل العديد من العائلات الرائدة . تشير التقديرات إلى أن حوالي 100000 شخص تحدثوا بها في ذروتها ، بين عامي 1858 و 1900، وكانت آخر مرة تستخدم على نطاق واسع في سياتل قبل الحرب العالمية الثانية.

#### جولا
لغة الكريول الإنجليزية الأفريقية التي يتم التحدث بها في جزر البحر في ساوث كارولينا وجورجيا تحتفظ بتأثيرات قوية للغات غرب إفريقيا. يشار إلى اللغة أحيانًا باسم "Geechee".

#### هاواي بيدجين
لغة هاواي الإنجليزية الكريولية ، والمعروفة محليًا باسم هاواي بيدجين ، يستخدمها السكان المحليون وتعتبر لغة غير رسمية لولاية هاواي.[بحاجة لمصدر]

#### كريول لويزيانا الفرنسية
لغة كريولية فرنسية يتحدث بها شعب لويزيانا الكريول في ولاية لويزيانا، بالقرب من لغة الكريول الهايتية والفرنسية المستعمرة وكاجون الفرنسية (لغة الأكاديين الذين تم ترحيلهم من فرنسا الجديدة بعد عام 1755 وطرد الأكاديين). يتم التحدث باللغات الكريولية الفرنسية من قبل ملايين الأشخاص في جميع أنحاء العالم ، وخاصة في الولايات المتحدة ومنطقة البحر الكاريبي والمحيط الهندي .

### لغة الإشارة
| لغة إشارة السهول للهنود الحمر Inuiuuk (ᐃᓄᐃᐆᒃ) ‏ Hawai'i Sign Language ‏ Maritime Sign Language | Plateau Sign Language لغة الإشارة في مارثا فينيارد لغة إشارة هينيكر لغة الإشارة في وادي ساندي ريفر |

إلى جانب اللغات الشفوية العديدة والمتنوعة ، تفتخر الولايات المتحدة أيضًا بالعديد من لغات الإشارة. تاريخيًا ، كانت الولايات المتحدة موطنًا لنحو ست لغات إشارة أو أكثر (يرتفع هذا الرقم مع احتمال أن تكون لغة السهول في الواقع عائلة لغوية لها عدة لغات تحت مظلتها) والتي تراجعت مع وفاة العديد من هذه اللغات.

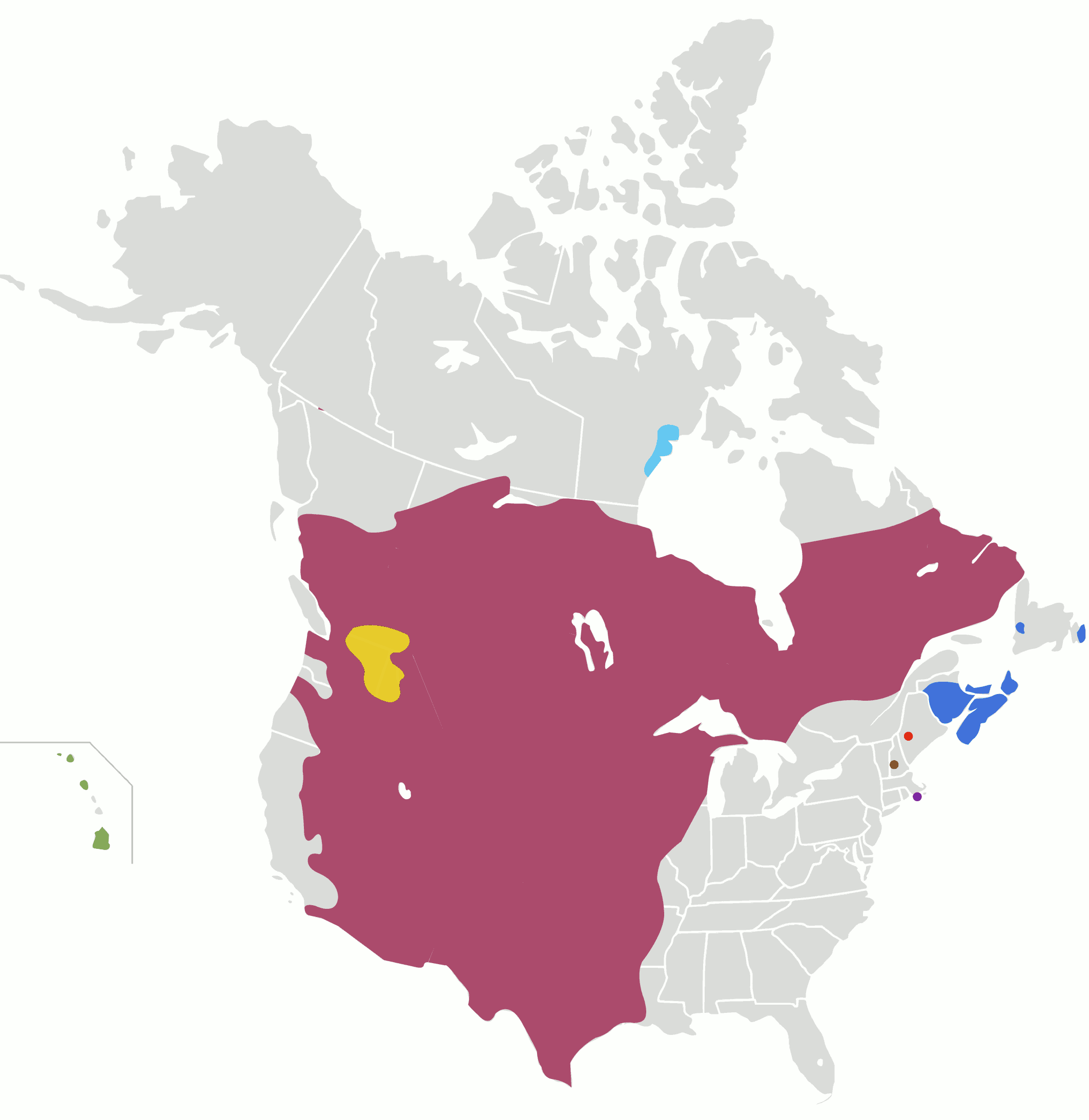
النطاقات التاريخية المعتمدة للغات الإشارة للولايات المتحدة وكندا باستثناء ASL وLSQ.
لغة إشارة السهول للهنود الحمر
Maritime Sign Language
Plateau Sign Language
لغة الإشارة في مارثا فينيارد
لغة إشارة هينيكر
لغة الإشارة في وادي ساندي ريفر

كما هو الحال مع جميع لغات الإشارة في جميع أنحاء العالم التي تطورت بشكل عضوي ، فهذه لغات كاملة متميزة عن أي لغة شفهية. لغة الإشارة الأمريكية (على عكس اللغة الإنجليزية الموقعة) ليست مشتقًا من اللغة الإنجليزية. كانت بعض اللغات الموجودة هنا عبارة عن مبادلات تجارية تم استخدامها أولاً كنظام اتصال عبر الحدود الوطنية واللغوية للأمريكيين الأصليين ، ومع ذلك ، فقد تطورت منذ ذلك الحين إلى لغات ناضجة حيث تعلمها الأطفال كلغة أولى.

#### لغة الإشارة الأمريكية
لغة الإشارة الأمريكية (ASL) هي اللغة الأم لعدد من الصم والسمع في أمريكا (ما يقرب من 100000 إلى 500000). في حين ذكرت بعض المصادر أن لغة الإشارة الأمريكية هي اللغة الثالثة الأكثر استخدامًا في الولايات المتحدة ، بعد اللغتين الإنجليزية والإسبانية ،  أشارت المنحة الدراسية الحديثة إلى أن معظم هذه التقديرات تستند إلى أرقام تخلط بين الصمم واستخدام لغة الإشارة الأمريكية ، وأن يبدو أن آخر دراسة فعلية لهذا (عام 1972) تشير إلى حد أعلى يبلغ 500000 من المتحدثين بلغة الإشارة في ذلك الوقت.
- تم تطوير لغة الإشارة الأمريكية السوداء (BASL) في جنوب شرق الولايات المتحدة ، حيث تم الحفاظ على مدارس داخلية منفصلة للأطفال الصم البيض والسود. تشترك لغة الإشارة الأمريكية السوداء في الكثير من نفس المفردات والبنية النحوية مثل لغة الإشارة الأمريكية وتعتبر بشكل عام واحدة من لهجاتها.[108]

#### لغة إشارة هاواي
هاواي لغة الإشارة هي تحتضر مع عدد قليل من المتحدثين في أواهو، لانا، كاوأي وربما نيهاو . قد يكون بعض هؤلاء المتحدثين يتحدثون في الواقع عن نسخة متقنة من HSL و لغة الإشارة الأمريكية ، ومع ذلك ، فإن البحث يسير ببطء. كانت اللغة تسمى ذات مرة لغة إشارة هاواي بيدجين حيث اعتقد الكثير من الناس أنها اشتقاق من لغة الإشارة الأمريكية والتي تم اكتشاف أنها خاطئة وأنها لغة منفصلة تمامًا.

#### السهول تسجيل الحديث
مرة واحدة في لغة مبسطة التجارة والأبعد مدى لغة الإشارة في أمريكا الشمالية، السهول تسجيل نقاش أو السهول لغة الإشارة الآن المهددة بالانقراض مع عدد غير معروف من مكبرات الصوت.
- وُجد أن لغة إشارة نافاجو مستخدمة في إحدى قبائل نافاجو؛ ومع ذلك ، ما إذا كانت لهجة من لهجة السهول لتسجيل الحديث أو لغة منفصلة تظل غير معروفة.[112]
- لغة الإشارة الهضبة هي لغة تجارية أخرى ربما أصبحت لغة منفصلة ، حيث حلت لغة إشارة الهضبة محل السهول لتسجيل الحديث في هضبة كولومبيا والمناطق المحيطة في كولومبيا البريطانية وواشنطن وأوريجون وأيداهو. انقرض الآن.

#### لغة إشارة مارثا فينيارد
انقرضت الآن لغة إشارة مارثا فينيارد. إلى جانب لغة الإشارة الفرنسية، كان أحد المساهمين الرئيسيين في لغة الإشارة الأمريكية.

#### لغة إشارة هينكر
انقرضت لغة الإشارة هينكر الآن ، ولكنها وجدت ذات مرة في جميع أنحاء منطقة هينكر في نيو هامبشاير وشكلت أساسًا للغة الإشارة الأمريكية.

#### لغة الإشارة وادي نهر ساندي
انقرضت لغة إشارة وادي نهر ساندي الآن ولكن كان من الممكن العثور عليها ذات مرة حول وادي نهر ساندي في ولاية مين. كان أحد المساهمين الرئيسيين في لغة الإشارة الأمريكية.

### عام
- تعليم ثنائي اللغة.
- ثقافة الولايات المتحدة.
- لغات كندا.

## ملحوظاتمراجع
1. 1 2  "Table 53—Languages Spoken at Home by Language: 2007" (PDF). Statistical Abstract of the United States 2010. U.S. Census Bureau. مؤرشف من الأصل (PDF) في 2015-09-23. اطلع عليه بتاريخ 2009-09-21.
2. 1 2  "Foreign Language Enrollments in United States Institutions of Higher Learning" (PDF). MLA. fall 2002. مؤرشف من الأصل (PDF) في 10 سبتمبر 2014. اطلع عليه بتاريخ 2006-10-16. {{استشهاد ويب}}: تحقق من التاريخ في: |تاريخ= (مساعدة)
3. ↑  Feder, Jody (25 يناير 2007). "English as the Official Language of the United States—Legal Background and Analysis of Legislation in the 110th Congress" (PDF). Ilw.com (Congressional Research Service). مؤرشف من الأصل (PDF) في 2018-01-03. اطلع عليه بتاريخ 2007-06-19.
4. ↑  Dicker, Susan J. (2003). Languages in America: A Pluralist View. Clevedon, UK: Multilingual Matters. ص. 216, 220–25. ISBN:1853596515. مؤرشف من الأصل في 2021-09-28.
5. ↑  "California Code of Civil Procedure, Section 412.20(6)". Legislative Counsel, State of California. مؤرشف من الأصل في 2016-05-06. اطلع عليه بتاريخ 2007-12-17. "California Judicial Council Forms". Judicial Council, State of California. مؤرشف من الأصل في 2011-06-24. اطلع عليه بتاريخ 2007-12-17.
6. ↑  "Selected Social Characteristics in the United States". مكتب تعداد الولايات المتحدة. مؤرشف من الأصل في 2021-10-16. اطلع عليه بتاريخ 2021-04-16.
7. ↑  "American Community Survey, Language Spoken". مؤرشف من الأصل في 2021-10-26. اطلع عليه بتاريخ 2021-04-13.
8. ↑  Grimes 2000
9. ↑  "American Community Survey, Language Spoken at Home by Ability to Speak English for the Population 5 Years and Over(Table B16001)2013-2017 5-year estimates". مؤرشف من الأصل في 2020-02-14. اطلع عليه بتاريخ 2018-12-13.
10. ↑  Census Bureau Reports at Least 350 Languages Spoken in U.S. Homes، U.S. Census Bureau، 3 نوفمبر 2015، مؤرشف من الأصل في 2021-07-23، اطلع عليه بتاريخ 2018-07-03
11. ↑  At Least 350 Languages Spoken In US Homes: New Report، CNBC، 4 نوفمبر 2015، مؤرشف من الأصل في 2021-12-09، اطلع عليه بتاريخ 2018-07-03
12. ↑  "Table 53. Languages Spoken At Home by Language: 2017"، Language use in the United States, August 2019، U.S. Census Bureau، مؤرشف من الأصل في 2020-11-20، اطلع عليه بتاريخ 2016-02-19
13. ↑  "American FactFinder - Results". Factfinder.census.gov. مؤرشف من الأصل في 2020-02-12. اطلع عليه بتاريخ 2017-05-29.
14. ↑  Leeman، Jennifer (2018). "It's all about English: The interplay of monolingual ideologies, language policies and the U.S. Census Bureau's statistics on multilingualism". International Journal of the Sociology of Language. ج. 2018 ع. 252: 21–43. DOI:10.1515/ijsl-2018-0013.
15. ↑  Stevens، Gillian (1999). "A Century of U.S. Censuses and the Language Characteristics of Immigrants". Demography. ج. 36 ع. 3: 387–397. DOI:10.2307/2648061. JSTOR:2648061. PMID:10472502.
16. ↑  "Selected Social Characteristics in the United States: 2007". United States Census Bureau. مؤرشف من الأصل في 2009-04-25. اطلع عليه بتاريخ 2008-10-09.
17. ↑  "English Usage Among Hispanics in the United States". Pew Research Center's Hispanic Trends Project. 29 نوفمبر 2007. مؤرشف من الأصل في 2012-12-15. اطلع عليه بتاريخ 2015-01-18.
18. ↑  Ancestry: 2000، U.S. Census Bureau، 2000، مؤرشف من الأصل في 2020-02-10
19. 1 2  "Language Use and English-Speaking Ability: 2000" (PDF). U.S. Census Brueau. أكتوبر 2003. مؤرشف من الأصل (PDF) في 2008-02-18. اطلع عليه بتاريخ 2008-02-22.
20. ↑  "EAC Issues Glossaries of Election Terms in Five Asian Languages Translations to Make Voting More Accessible to a Majority of Asian American Citizens". Election Assistance Commission. 20 يونيو 2008. مؤرشف من الأصل في 2008-07-31. اطلع عليه بتاريخ 2015-01-18.
21. ↑  "FYI: English isn't the official language of the United States". مؤرشف من الأصل في 2021-12-19.
22. ↑  Crawford, James (1 فبراير 2012). "Language Legislation in the U.S.A." languagepolicy.net. مؤرشف من الأصل في 2021-10-16. اطلع عليه بتاريخ 2013-05-29.
23. ↑  "U.S. English Efforts Lead West Virginia to Become 32nd State to Recognize English as Official Language". us-english.org. مؤرشف من الأصل في 2016-04-01. اطلع عليه بتاريخ 2016-05-13.
24. ↑  "States". Englishfirst.org. مؤرشف من الأصل في 2017-02-16. اطلع عليه بتاريخ 2017-02-05.
25. ↑  Crews، Haibert O. (23 يناير 1923). "Talk American, Not English". Champaign-Urbana Courier. ص. 10. مؤرشف من الأصل في 2021-12-20. اطلع عليه بتاريخ 2021-03-23 – عبر Newspapers.com.
26. ↑  Davis، Robert (24 سبتمبر 1969). "News Briefs: Its Legal—We Speak English". شيكاغو تريبيون. sec. 1, p. 3. مؤرشف من الأصل في 2021-12-20. اطلع عليه بتاريخ 2021-03-23 – عبر Newspapers.com.
27. ↑  "Alaska's indigenous languages attain official status" نسخة محفوظة February 12, 2017, على موقع واي باك مشين., Reuters.com, October 24, 2014.
28. ↑  "Bill History/Action for 28th Legislature HB 216". The Alaska State Legislature. مؤرشف من الأصل في 2017-02-04. اطلع عليه بتاريخ 2017-02-11.
29. ↑  Alaska OKs Bill Making Native Languages Official نسخة محفوظة January 20, 2015, على موقع واي باك مشين. April 21, 2014; Bill Chappell; NPR.org
30. ↑  "South Dakota recognizes official indigenous language". 25 مارس 2019. مؤرشف من الأصل في 2023-02-19.
31. ↑  "48 U.S. Code § 864 – Appeals, certiorari, removal of causes, etc.; use of English language | LII / Legal Information Institute". Law.cornell.edu. مؤرشف من الأصل في 2021-10-16. اطلع عليه بتاريخ 2015-06-01.
32. ↑  Cobarrubias 1983.
33. ↑  García 2011.
34. ↑  James W. Parins (4 نوفمبر 2013). Literacy and Intellectual Life in the Cherokee Nation, 1820–1906. University of Oklahoma Press. ص. 248. ISBN:978-0-8061-5122-9. مؤرشف من الأصل في 2017-05-25.
35. ↑  David W. Voorhees, "Dutch Political Identity in English New York" in Four Centuries of Dutch-American Relations: 1609-2009 (eds.
36. ↑  California Department of Motor Vehicles Website (actual website blocked by Wikipedia)
37. ↑  America Votes 2006: Key Ballot Issues، CNN، مؤرشف من الأصل في 2008-02-09، اطلع عليه بتاريخ 2008-02-22
38. ↑  "Arizona Voter Empowerment Card, 2010 Elections" (PDF). الاتحاد الأمريكي للحريات المدنية. مؤرشف من الأصل (PDF) في 2021-03-07. اطلع عليه بتاريخ 2015-09-03.
39. ↑  Heath, Shirley Brice & Frederick Mandabach.
40. ↑  Sick, Bastian (May 19, 2004).
41. ↑  Mikkelson, David (2008).
42. ↑  American Samoa Department of Education - Mathematics Content Standards نسخة محفوظة 2021-11-03 على موقع واي باك مشين.
43. ↑  Alice N. Nash؛ Christoph Strobel (2006)، "Daily life of Native Americans from post-Columbian through nineteenth-century America"، The Greenwood Press "Daily life through history" series، Greenwood Publishing Group، ص. IX، ISBN:978-0-313-33515-0، مؤرشف من الأصل في 2021-10-16
44. 1 2 3  "The Cherokee Nation & its Language" (PDF). University of Minnesota: Center for Advanced Research on Language Acquisition. 2008. مؤرشف من الأصل (PDF) في 2014-07-14. اطلع عليه بتاريخ 2014-05-22.
45. 1 2  Thompson، Irene (6 أغسطس 2013). "Cherokee". Aboutworldlanguages.com/. مؤرشف من الأصل في 2014-05-21. اطلع عليه بتاريخ 2014-05-22.
46. ↑  Joyner، Michael (30 سبتمبر 2010). Cherokee Lessons - Introductory Edition. Lulu Enterprises Incorporated. ص. 16–17. مؤرشف من الأصل في 2021-03-09. اطلع عليه بتاريخ 2013-06-01.
47. ↑  "Native American languages". Infoplease.com. مؤرشف من الأصل في 2015-09-24. اطلع عليه بتاريخ 2015-10-23.
48. ↑  Chavez, Will (5 أبريل 2012). "Immersion students win trophies at language fair". Cherokeephoenix.org. مؤرشف من الأصل في 2013-05-25. اطلع عليه بتاريخ 2013-04-08.
49. ↑  "Native Now : Language: Cherokee". We Shall Remain - American Experience - PBS. 2008. مؤرشف من الأصل في 2014-04-07. اطلع عليه بتاريخ 2014-04-09.
50. ↑  "Cherokee Language Revitalization Project". Western Carolina University. 2014. مؤرشف من الأصل في 2014-04-07. اطلع عليه بتاريخ 2014-04-09.
51. ↑  Hauk، Alexis. "Radio Free Cherokee: Endangered Languages Take to the Airwaves". The Atlantic. مؤرشف من الأصل في 2014-01-16. اطلع عليه بتاريخ 2014-04-09.
52. 1 2  "Table 1. Detailed Languages Spoken at Home and Ability to Speak English for the Population 5 Years and Over for the United States: 2006-2008 : Release Date: April, 2010". Census.gov. مؤرشف من الأصل (XLS) في 2014-09-22. اطلع عليه بتاريخ 2015-01-18.
53. ↑  A language's endonym may not be available for a variety of possible reasons: The language in question encompasses multiple dialects with unique endonyms; The language in question is actually a أسرة لغات؛ The language or community of speakers has a prohibition against writing the language; No documentation is immediately available; etc.
54. ↑  Respondents who reported speaking English less than "Very Well."
55. ↑  "North America :: UNITED STATES". CIA The World Factbook. مؤرشف من الأصل في ديسمبر 12, 2021.
56. ↑  Christine، Gambino (2016). "American Community Survey Redesign of Language-Spoken-at-Home Data, 2016" (PDF). U.S. Census Bureau: 25. مؤرشف من الأصل (PDF) في 2021-08-21.
57. ↑  Tamir, Yael (Yuli) (11 May 2019). "Not So Civic: Is There a Difference Between Ethnic and Civic Nationalism?". Annual Review of Political Science (بالإنجليزية). 22 (1): 419–434. DOI:10.1146/annurev-polisci-022018-024059. ISSN:1094-2939.
58. ↑  "Detailed Languages Spoken at Home by English-Speaking Ability for the Population 5 Years and Over: 2011" (PDF). Census.gov. مؤرشف من الأصل (PDF) في 2015-11-09. اطلع عليه بتاريخ 2015-10-20.
59. ↑  "Driver License and Identification Card Information". Dmv.ca.gov. مؤرشف من الأصل في 2014-09-30. اطلع عليه بتاريخ 2015-01-18.
60. ↑  "What is the future of Spanish in the United States?". Pew Research Center. 5 سبتمبر 2013. مؤرشف من الأصل في 2015-01-18. اطلع عليه بتاريخ 2015-01-18.
61. ↑  "The Future of Spanish in the United States". Census.gov. مؤرشف من الأصل في 2015-01-18. اطلع عليه بتاريخ 2015-01-18.
62. ↑  Data Access and Dissemination Systems (DADS). "American FactFinder - Results". Factfinder2.census.gov. مؤرشف من الأصل في 2020-02-12. اطلع عليه بتاريخ 2015-01-18.
63. ↑  "Table 53. Languages Spoken At Home by Language: 2009"، The 2012 Statistical Abstract، U.S. Census Bureau، مؤرشف من الأصل في 2007-12-25، اطلع عليه بتاريخ 2011-12-27
64. ↑  Instituto Cervantes (Enciclopedia del español en Estados Unidos)
65. ↑  "Más 'speak spanish' que en España". مؤرشف من الأصل في 2011-05-20. اطلع عليه بتاريخ 2007-10-06.
66. ↑  Dicker, Susan J. (1 Jan 2003). Languages in America: A Pluralist View (بالإنجليزية). Multilingual Matters. ISBN:9781853596513. Archived from the original on 2021-09-28. chinese.
67. 1 2  Lai، H. Mark (2004)، Becoming Chinese American or Taiwanese American: A History of Communities and Institutions، AltaMira Press، ISBN:978-0-7591-0458-7
68. ↑  García، Ofelia؛ Fishman، Joshua A. (2002)، The Multilingual Apple: Languages in New York City، Walter de Gruyter، ISBN:978-3-11-017281-2
69. ↑  Bureau, US Census. "More Than 1 Million U.S. Residents Speak Korean at Home". The United States Census Bureau (بالإنجليزية الأمريكية). Archived from the original on 2021-03-27. Retrieved 2020-04-22.
70. ↑  Thiery, Clément (18 Oct 2018). "La décision de l'OIF confirme la renaissance du français en Louisiane". France-Amérique (بالفرنسية). New York. Archived from the original on 2019-05-24.
71. ↑  Ammon، Ulrich؛ International Sociological Association (1989). Status and Function of Languages and Language Varieties. Walter de Gruyter. ص. 306–308. ISBN:978-0-89925-356-5. مؤرشف من الأصل في 2012-12-20. اطلع عليه بتاريخ 2012-04-23.
72. ↑  "Archived copy". مؤرشف من الأصل في 2009-04-03. اطلع عليه بتاريخ 2008-11-27.{{استشهاد ويب}}:  صيانة الاستشهاد: الأرشيف كعنوان (link)
73. ↑  Did Hebrew almost become the official U.S. language?، 21 يناير 1994، مؤرشف من الأصل في 2008-02-13، اطلع عليه بتاريخ 2008-02-22
74. ↑  Bureau, U. S. Census. "American FactFinder - Results". factfinder.census.gov (بالإنجليزية). Archived from the original on 2018-07-14. Retrieved 2019-08-30.
75. ↑  Shankar, Shalini (2008). "Speaking like a Model Minority: "FOB" Styles, Gender, and Racial Meanings among Desi Teens in Silicon Valley". Journal of Linguistic Anthropology (بالإنجليزية). 18 (2): 268–289. DOI:10.1111/j.1548-1395.2008.00022.x.
76. ↑  Shankar، Shalini (2010). "Reel to real" (PDF). Pragmatics. ج. 14 ع. 2–3: 317–335. DOI:10.1075/prag.14.2-3.12sha. مؤرشف من الأصل (PDF) في 2021-10-21.
77. 1 2 3  "Detailed Languages Spoken at Home and Ability to Speak English". مؤرشف من الأصل في 2021-12-20.
78. ↑  "Dutch : Source: American Community Survey : 5-Year Estimates, Public Use Microdata Sample, 2006–2010". Mla.org. مؤرشف من الأصل في 2013-11-13. اطلع عليه بتاريخ 2015-01-18.
79. ↑  US Census 2006-2008 American Community Survey See Row# 122 نسخة محفوظة June 4, 2011, على موقع واي باك مشين.
80. ↑  "Olathe shooting: Who were the victims?". BBC News (بالإنجليزية البريطانية). 25 Feb 2017. Archived from the original on 2021-11-11. Retrieved 2020-10-20.
81. ↑  Street names are in English and in Finnish، The Selonen Family Network، مؤرشف من الأصل في 2006-09-24، اطلع عليه بتاريخ 2008-02-22[هل يوثق بهذا المصدر؟]
82. ↑  "Data Center Results". 25 مايو 2017. مؤرشف من الأصل في 2017-05-25. اطلع عليه بتاريخ 2017-10-16.
83. ↑  Eric L. Friedland (1981). "Hebrew Liturgical Creativity in Nineteenth-Century America". Modern Judaism. ج. 1 ع. 3: 323–336. DOI:10.1093/mj/1.3.323. JSTOR:1396251.
84. ↑  "Brandeis University Study Finds that American-Jewish Population is Significantly Larger than Previously Thought" (PDF). 2 فبراير 2007. مؤرشف من الأصل (PDF) في 2013-10-02. اطلع عليه بتاريخ 2013-11-30.
85. ↑  See "School offers Tamil language classes" Sentinel Sept. 4, 2014 نسخة محفوظة March 15, 2016, على موقع واي باك مشين.
86. ↑  Vasudha Narayanan, "Tamils" in David Levinson and Melvin Ember, eds.
87. ↑  US Census 2006-2008 American Community Survey See Row# 125 نسخة محفوظة 2020-06-04 على موقع واي باك مشين.
88. ↑  "ABOUT FETNA". Federation of Tamil Sangams of North America. مؤرشف من الأصل في 2013-01-16. اطلع عليه بتاريخ 2013-04-01.
89. ↑  "Yearbook of Immigration Statistics: 2012 Supplemental Table 2". U.S. Department of Homeland Security. مؤرشف من الأصل في 2015-06-24. اطلع عليه بتاريخ 2013-03-31.
90. ↑  "Yearbook of Immigration Statistics: 2011 Supplemental Table 2". U.S. Department of Homeland Security. مؤرشف من الأصل في 2020-10-26. اطلع عليه بتاريخ 2013-03-31.
91. ↑  "Yearbook of Immigration Statistics: 2010 Supplemental Table 2". U.S. Department of Homeland Security. مؤرشف من الأصل في 2012-07-12. اطلع عليه بتاريخ 2013-03-31.
92. 1 2  Kirk Semple (8 يونيو 2013). "Sri Lankans have gathered on Staten Island,..." The New York Times. مؤرشف من الأصل في 2013-10-05. اطلع عليه بتاريخ 2013-06-09.
93. ↑  "Why Staten Island?". Little Sri Lanka. مؤرشف من الأصل في 2018-11-10. اطلع عليه بتاريخ 2015-07-25.
94. ↑  New Jersey Tamil Sangam نسخة محفوظة September 2, 2010, على موقع واي باك مشين.
95. ↑  Bay Area Tamil Manram نسخة محفوظة October 27, 2010, على موقع واي باك مشين.
96. ↑  "Yearbook of Immigration Statistics: 2012 Supplemental Table 2". U.S. Department of Homeland Security. مؤرشف من الأصل في 2013-04-03. اطلع عليه بتاريخ 2013-03-31.
97. ↑  "Yearbook of Immigration Statistics: 2011 Supplemental Table 2". U.S. Department of Homeland Security. مؤرشف من الأصل في 2012-08-08. اطلع عليه بتاريخ 2013-03-31.
98. ↑  "Yearbook of Immigration Statistics: 2010 Supplemental Table 2". U.S. Department of Homeland Security. مؤرشف من الأصل في 2012-07-12. اطلع عليه بتاريخ 2013-03-31.
99. ↑  "Why Staten Island?". Little Sri Lanka. مؤرشف من الأصل في 2015-07-26. اطلع عليه بتاريخ 2015-07-25.
100. ↑  "Language Use in the US 2006–2008 (850k Excel file!)". US Census Bureau. مؤرشف من الأصل في 2011-06-22. اطلع عليه بتاريخ 2011-06-23.
101. ↑   نسخة محفوظة March 25, 2009, على موقع واي باك مشين.
102. ↑  "Archived copy". مؤرشف من الأصل في 2020-02-14. اطلع عليه بتاريخ 2016-07-27.{{استشهاد ويب}}:  صيانة الاستشهاد: الأرشيف كعنوان (link)
103. ↑  America the diverse: Chicago's Polish neighborhoods، usaweekend.com، 15 مايو 2005، مؤرشف من الأصل في 2017-12-28، اطلع عليه بتاريخ 2008-07-04
104. ↑  "Welsh : Source: Census 2000, Summary File 3". Mla.org. مؤرشف من الأصل في 2015-04-02. اطلع عليه بتاريخ 2015-01-18.
105. ↑  Joshua A. Fishman (1991). "Appendix: The Hebrew Language in the United States". Yiddish: turning to life. John Benjamins Publishing Company. ص. 148–159. ISBN:978-90-272-2075-2. مؤرشف من الأصل في 2016-01-02.
106. ↑  Sewell Chan (17 أكتوبر 2007)، "A Yiddish Revival, With New York Leading the Way"، The New York Times، مؤرشف من الأصل في 2008-09-30، اطلع عليه بتاريخ 2008-08-15+ Patricia Ward Biederman (7 يوليو 2005)، "Yiddish Program Aims to Get Beyond Schmoozing"، Los Angeles Times، مؤرشف من الأصل في 2009-02-21، اطلع عليه بتاريخ 2008-08-15

+ Yiddishkayt Los Angeles، yiddishkaytla.org، مؤرشف من الأصل في 2008-07-24، اطلع عليه بتاريخ 2008-08-15
107. ↑  Jones، Nard (1972). Seattle. Garden City, New York: Doubleday. ص. 94et. seq. ISBN:978-0-385-01875-3. مؤرشف من الأصل في 2022-04-07.
108. 1 2  Lewis، M. Paul (2013). Simons، Gary F.؛ Fennig، Charles D. (المحررون). "American Sign Language". Ethnologue: Languages of the World, Seventeenth edition. SIL International. مؤرشف من الأصل في 2013-03-09.
109. ↑  Paul Preston (1995)، Mother father deaf: living between sound and silence، Harvard University Press، ص. 243، ISBN:978-0-674-58748-9، مؤرشف من الأصل في 2016-01-02
110. ↑  Mitchell، Ross E.؛ Young، Travas A.؛ Bachleda، Bellamie؛ Karchmer، Michael A. (2006)، "How Many People Use ASL in the United States? Why Estimates Need Updating" (PDF)، Sign Language Studies، ج. 6، ص. 306–335، DOI:10.1353/sls.2006.0019، مؤرشف من الأصل (PDF) في 2011-06-04
111. ↑  Lambrecht، Linda؛ Earth، Barbara؛ Woodward، James (3 مارس 2013)، History and Documentation of Hawaiʻi Sign Language: First Report، University of Hawaiʻi: 3rd International Conference on Language Documentation and Conservation، مؤرشف من الأصل في 2013-03-22
112. ↑  Samuel J. Supalla (1992) The Book of Name Signs, p. 22